# 中车南京浦镇车辆
中车南京浦镇车辆有限公司（英語：CRRC Nanjing Puzhen Co., Ltd.），简称“中车浦镇”、“浦厂”，是中国中车下属的全资一级子公司，位于江苏省南京市浦口区，前身为津浦铁路浦镇机厂，始建于1908年。公司为拥有铁路客车制造、城市轨道交通车辆研发、铁路轴承和配件生产等业务的国家大型企业，也是中国双层空调旅客列车的研制基地，国家城市轨道交通车辆生产定点企业之一。公司旗下拥有南京中车浦镇城轨车辆有限责任公司、南京中车浦镇海泰制动设备有限公司等子公司。

## 历史

### 晚清及中華民国政府时期
1898年9月，英国和德国决定承办津镇铁路（天津至镇江）。1899年5月，清政府在英德两国压力下与两国草签贷款协议，并将修建津镇铁路改为修建津浦铁路（天津至南京浦口）。1908年1月13日，清政府与英德两国正式签署了《天津浦口铁路借款合同》。根据合同，津浦铁路的修建由英德两国工程管理公司负责，以山东境内韩庄为界分为两段，德国负责北段（天津至韩庄）共计626公里，于1908年6月开工；英国负责南段（韩庄至浦口）共计383公里，1909年3月开工建设。
在开工修建津浦铁路的同时，英国方面提出由中英合资在津浦铁路南段建造铁路修理厂，以修配所使用的铁路机车和客货车辆，以及制造维修线路、桥梁、轮渡等所需配件。工厂建设筹备工作由英国工程师负责，厂址最初选定长江北岸浦口，后因太靠长江江边、土质松软，遂改长江北岸江浦县（原浦口旧城）西南隅浦镇万峰门内（即今南门镇）为厂址，工厂名为浦镇机厂，隶属津浦铁路局南段管理局。
浦镇机厂于1908年建成投产，当时占地面积25万平方米，厂房两幢5318平方米，42匹马力蒸汽机一部，金属切削机床20台。浦镇机厂虽属清政府官营企业，但经营权、管理权却操纵在英国人手里，从厂长到总监工，都由英国人担任。建厂初期，工人不足百人，新式机床、动力设备及车辆所需要的大小配件，均须向英国购买。由1908年开始，浦镇机厂一直从事配件生产，以及桥梁、轮渡、驳船及机械设备维修工作；至1914年开始维修铁路机车车辆。1919年，随着津浦铁路的运输日益繁忙，为应付需求浦镇机厂进行了扩建，新建厂房两幢。1923年，津浦铁路局浦口电气厂建成，促进了工厂电动机器设备的添置。
和许多其他与中国早期的铁路工厂一样，浦镇机厂也是中国共产党的一个早期建党活动据点，并发起过多次工人运动。1919年，北京的五四运动席卷全国，6月9日，机匠王荷波（后来成为中国共产党早期领导人）组织全厂工人罢工，并在浦镇大街上游行示威，声援北京爱国学生运动。1921年3月，浦镇机厂工人为反对英国监工的压迫，在王荷波领导下成立了南京市第一个工会组织——浦镇机厂中华工会，并于同年6月举行了罢工斗争。1921年11月，中共中央局发出《关于党的组织和宣传工作的通告》，要求在上海、北京、武汉、南京等12个地方组织铁路工会，随后浦镇机厂工人在浦镇建立了南京地区第一个中共党小组。1923年2月7日至9日，为声援京汉铁路工人“二七”大罢工，浦口、浦镇铁路工人千余人总罢工，史称两浦铁路工人二七大罢工。为纪念此次事迹，现今仍然保留两浦铁路大罢工指挥所旧址，位于南京市浦口区浦镇浴堂街34号，浦镇机厂烈士群体的遗物于雨花台烈士纪念馆内展出。
1927年，国民政府定都南京后，英籍厂长奥斯登被解职，结束了英国人操纵工厂的历史，厂内生产管理事务由中国人自行管理。1929年，浦镇机厂开始组装从国外进口的铁路机车车辆。至1937年，中华民国铁道部设置铁路总机厂，将浦镇机厂、戚墅堰机厂和株洲机厂划归总机厂管理处统一管辖，至此浦厂拥有建筑面积2.03万平方米，机器设备306台。
1937年，中国抗日战争全面爆发，同年12月日军侵略南京，浦镇机厂被日军占领。1939年4月，浦镇机厂更名为“华中铁道浦镇工厂”，隶属华中铁道株式会社。第二次世界大战结束后，中华民国交通部下令成立华中铁路管理委员会，接收华中铁道株式会社所辖的铁路。国民政府于1945年10月17日接收工厂，恢复浦镇机厂原名。1946年，浦镇材料厂并入浦镇机厂，浦厂隶属于津浦区华中铁路管理委员会，后为津浦铁路管理局。1946年至1948年，浦镇机厂共检修机车106台，修理客车93辆、货车424辆，并组装、翻新联合国善后救济总署由伊朗运来的220辆旧货车。

### 中华人民共和国时期

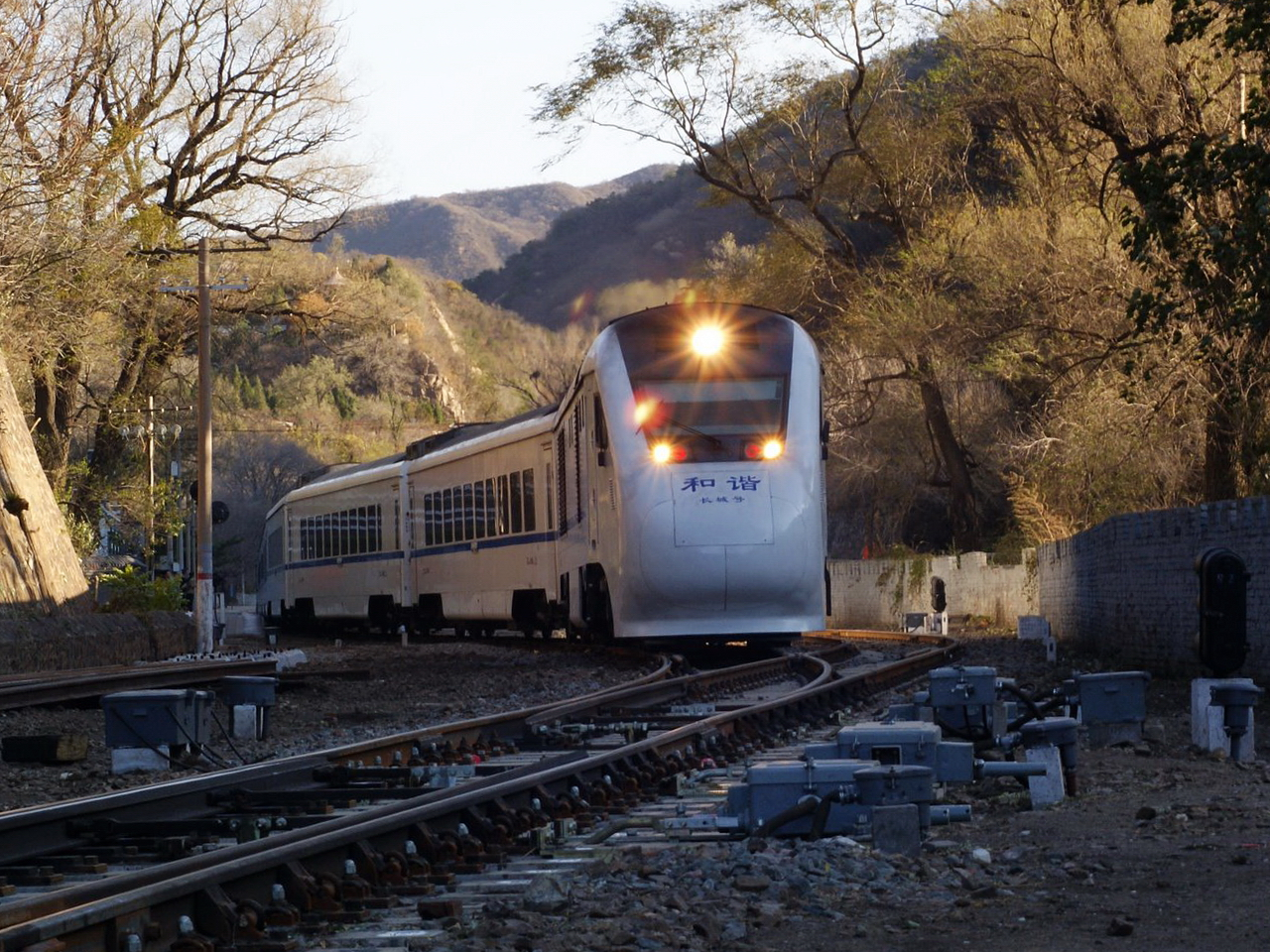
南京浦镇车辆廠製和諧長城號

中华人民共和国建国后，对浦镇工厂进行了多次技术改造。1952年11月，铁道部为加强对中国机车车辆工业的领导和统一规划，铁道部决定将一些原分属铁路局领导的铁路工厂改为直属铁道部统一领导，因此浦镇机厂改为铁道部直属工厂，行政业务由铁道部厂务局归口管理，工厂更名为铁道部浦镇机车车辆修理工厂。在1953年开始的中国第一个五年计划中，铁道部调整铁路工业结构，将部属20个工厂划分为制造厂和修理厂，设机车车辆制造局和机车车辆修理局分别管理，确定浦镇工厂只负责修理铁路客车，自1954年起停止铁路机车、货车修理业务，工厂更名为铁道部浦镇客车修理工厂。
1958年，浦镇工厂在修理客车的同时开始制造客车和货车，试制了21型客车。工厂为此新建炼钢车间，并试制成功转向架构架等重大铸钢件、货车用冷铸生铁轮等。由于1958年开始的“大跃进”运动偏离实际，对中国国民经济造成了三年困难时期。根据中央和毛泽东的“调整、巩固、充实、提高”八字方针，中央开始缩减投资规模、压缩重工业生产。1961年初，铁道部对设备质量差、修造比例严重失调的情况，提出了“先修后造，以修为主”的方针，大多数工厂“停造转修”，浦镇工厂也不例外，停止了客车和货车制造，又重新蒸汽机车修理。1962年2月1日，浦镇客车修理工厂更名为浦镇机车车辆工厂。1965年2月，根据铁道部决定，浦镇工厂的全部蒸汽机车修理设备及人员迁往广西柳州，组建起铁道部柳州机车工厂（今柳州机车车辆厂），从此浦厂结束了修理蒸汽机车的历史，同时，工厂更名为铁道部浦镇车辆工厂。
1969年起，浦镇车辆工厂成为铁道部定点制造客车的工厂，开始批量生产23型餐车。1970年6月，铁道部与交通部、邮电部下辖的邮政部合并为新的交通部，浦镇车辆工厂亦改称交通部浦镇车辆工厂。1971年，浦镇工厂组建轴承车间，并成为研制生产铁路客车滚动轴承的定点工厂，并研制生产了22型行李车、18型国际联运餐车等客车品种。至1975年2月，铁道部由交通部分离，从新恢复了铁道部，工厂重用铁道部浦镇车辆工厂的名称。
随着中国实行“铁路现代化”政策，浦镇车辆工厂的产品也变得更多元化，设计生产力各种各样的铁路客车产品，尤以制造双层空调客车、餐车、行李车、邮政车和发电车见长。1979年，浦镇车辆厂试制了25.5米新型空调餐车，投入广九直通车运营，并获江苏省科技优秀成果奖。1986年12月，由浦镇车辆工厂于1970年代研制、1975年开始批量生产的209型转向架，通过铁道部鉴定，决定向全路推广使用，大量装用于22型客车，以及早期的25G、25B型客车。1989年8月20日　浦镇车辆工厂设计制造的中国第一列空调双层旅客列车在沪宁铁路上投入运营，1992年获国家科技进步一等奖。1993年4月，首批由浦镇车辆工厂为25B型双层客车配套制造的990千瓦大功率空调发电车上线，结束了中国依赖进口柴油机组装大功率发电车的历史。截至1992年，工厂占地面积扩大到95.07公顷；建筑面积增加到46.44万平方米；机械设备2078台；职工人数7907人；年工业总产值16266万元人民币。由1949年至1992年，浦镇工厂共修理蒸汽机车451台、客车27492辆、货车658辆，制造客车4267辆、货车2759辆。1993年起，浦镇车辆厂开始生产25Z型准高速双层客车；在1996年12月于北京环行铁道试验基地进行的高速试验中，装用浦镇209HS型转向架的25Z型双层客车创造了中国铁路客车最高速度的212.6公里/小时。

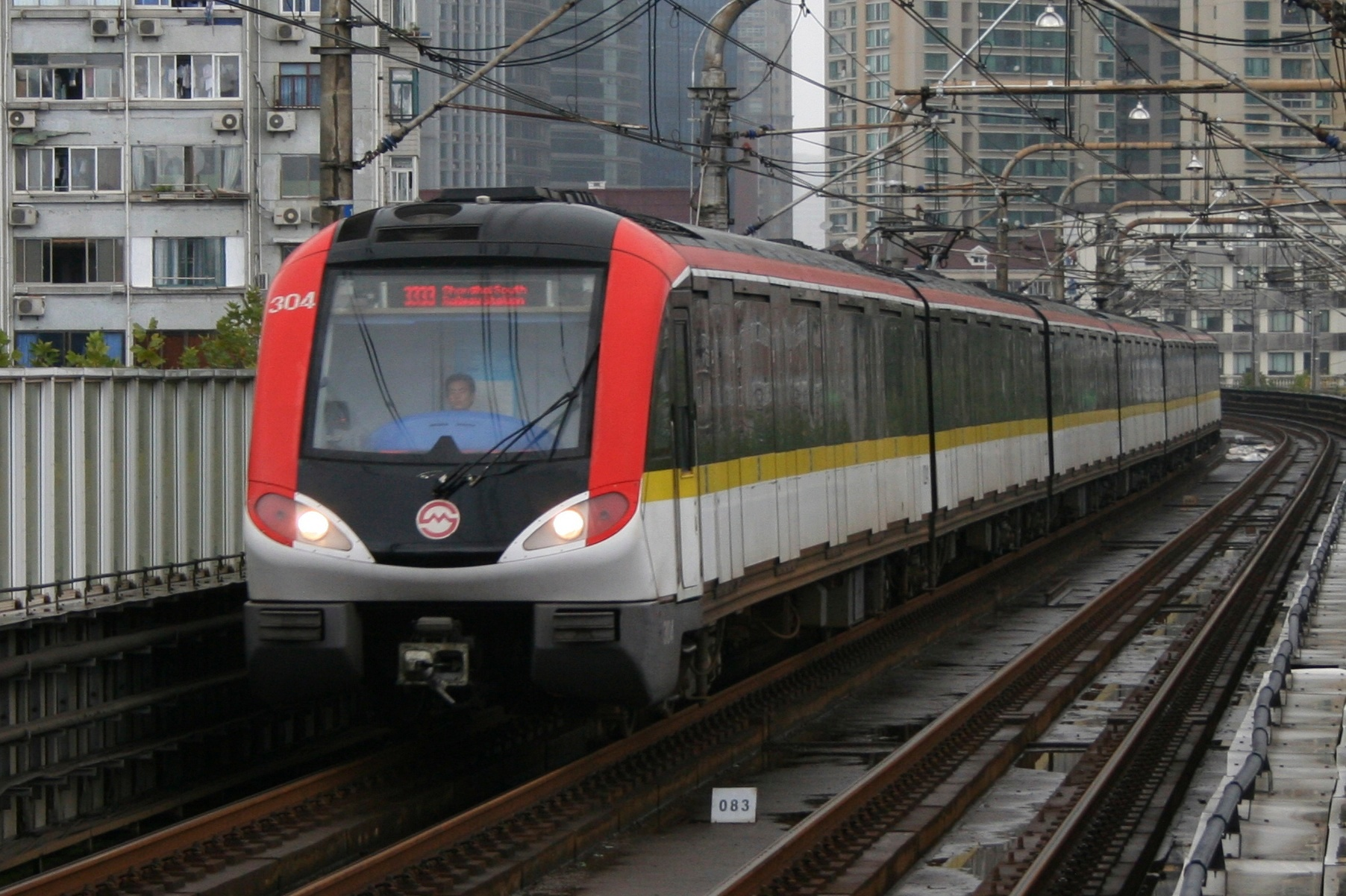
上海轨道交通3号线AC03型城轨车

1999年5月，国家计委下发《计预测【1999】428号》文件，确定南京浦镇车辆厂为中国城市轨道交通车辆定点生产企业，正式涉足城轨车辆行业。根据国家计委【1999】1287号文件，南京浦镇车辆厂城轨车辆国产化项目被列为国家城市轨道交通设备国产化开发及产业化专项，通过与法国阿尔斯通公司就上海轨道交通3号线列车的技术合作，引进、消化和吸收国际先进水平地铁列车制造技术，进而形成城市轨道车辆产品研制开发能力。
1994年3月23日，随着中国铁路机车车辆工业总公司所属35家工厂更改厂名，铁道部浦镇车辆工厂改名为南京浦镇车辆厂。踏入2000年代，随着国企主辅分离、辅业改制的浪潮、中国机车车辆工业与铁道部的脱钩，中国铁路机车车辆工业总公司重组分为中国南车、北车两大集团公司，浦镇车辆厂作为重要组成部分划归为中国南方机车车辆工业集团公司。2002年12月16日，工厂正式更名为“中国南车集团南京浦镇车辆厂”。2007年，中国南车集团整体重组改制，发起成立中国南车股份有限公司；并按照中国南车集团重组改制的部署和机车、车辆共同发展的要求，南京浦镇车辆厂於2007年6月27日成立為有限責任公司，主业重组改制为“南车南京浦镇车辆有限公司”，成为中国南车股份有限公司的全资子公司。根据重组协议及资产交割协议，中国南车集团南京浦镇车辆厂的经营资产已转让予南京浦镇车辆有限公司，延续了原浦镇厂铁路客车、动车组、城轨车辆研发、制造，铁路客车修理等主营业务与相关资产。而其辅助业务仍保留在中国南车集团南京浦镇车辆厂，而该厂亦继续保留其企业法人实体地位，属于续存企业。于2007年11月，南京浦镇车辆有限公司更名为南车南京浦镇车辆有限公司。
2004年，浦镇车辆厂和庞巴迪公司开展技术合作，先后为青岛四方庞巴迪铁路运输设备有限公司（BST）生产出25T型青藏客车的AM96转向架构架，及CRH1型电力动车组转向架构架。2005年，浦镇车辆厂和日本NABCO合作，生产CRH2型电力动车组制动机。2007年，引进消化阿尔斯通技术，生产出构造速度200公里/小时的CL242型高速转向架。经过引进国外规范和技术，南京浦镇车辆建立起城轨车辆转向架制造及总装、铝合金车体加工及制造、表面处理、车辆总组装、静调试验、动调试验六大核心制造技术和全面质量控制。2005年，浦镇车辆公司成立转向架研究所，2007年成立动车设计部、客车设计部和电气研发部。
2006年10月，中国南车集团南京浦镇车辆厂与新加坡麦达斯控股有限公司（Midas Holdings）、南京地下铁道有限公司、南京高新技术经济开发总公司和南京浦口区国有资产投资经营有限公司，联合发起成立“南京浦镇轨道交通车辆有限公司”，为专业从事城市轨道交通车辆及配件生产制造和销售的中外合资企业，国家城市轨道车辆生产定点企业，于浦口区的南京高新技术产业开发区建立中国国内最大的城市轨道车辆研制基地。
2020年3月10日，國家鐵路局正式批准中車南京浦鎮車輛量產CR300AF型動車組，亦是此公司首次獲得生產高鐵列車的資格。

## 产品

### 铁路客车

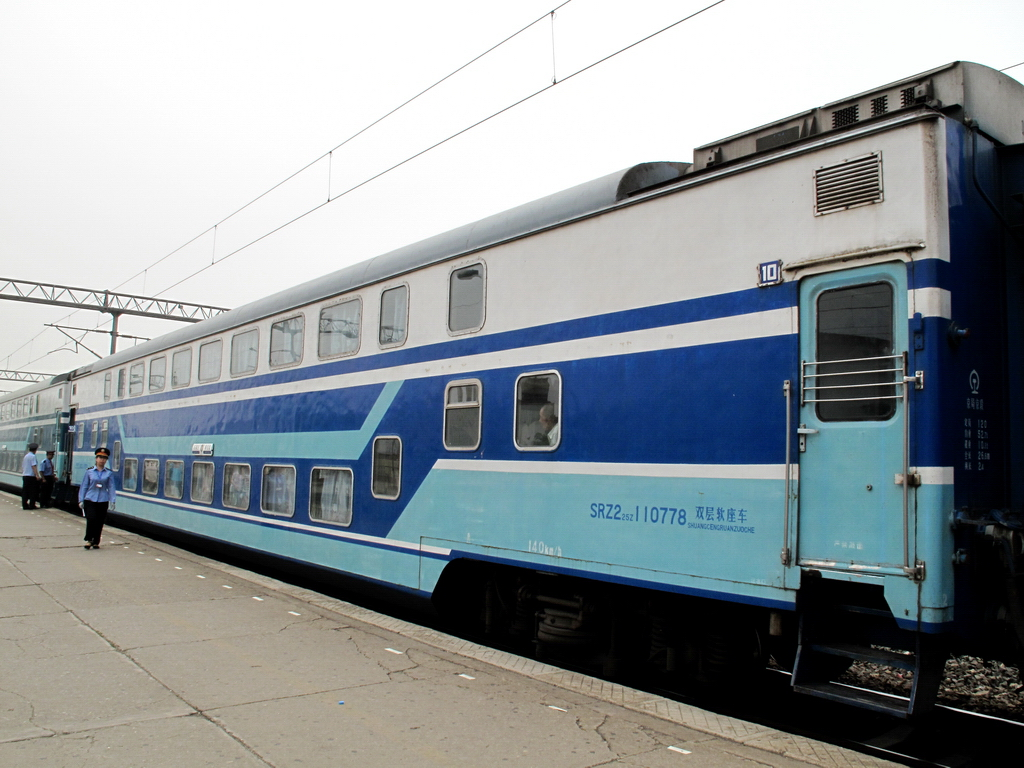
中国铁路21型客车
- 中国铁路22型客车
- 中国铁路22B型客车
- 中国铁路18型客车
- 中国铁路31型客车
- 中国铁路23型客车
- 中国铁路25型客车
- 中国铁路25型双层空调客车
- 中国铁路25A型客车
- 中国铁路25G型客车
- 中国铁路25B型客车
- 中国铁路25Z型双层准高速客车
- 中国铁路25K型客车
- 中国铁路25T型客车
- 中国铁路19T型客车
- DDJ1型“大白鲨”电力动车组双层软座车
- NZJ1型“新曙光”内燃动车组双层客车
- NDJ3型“长城号”内燃动车组客车
- 复兴号CR200J型电力动车组（客车车厢）

- 中国铁路25Z型双层准高速客车

### 动车组
- 出口格鲁吉亚内燃动车组
- 出口马来西亚内燃动车组
- 出口突尼斯内燃动车组

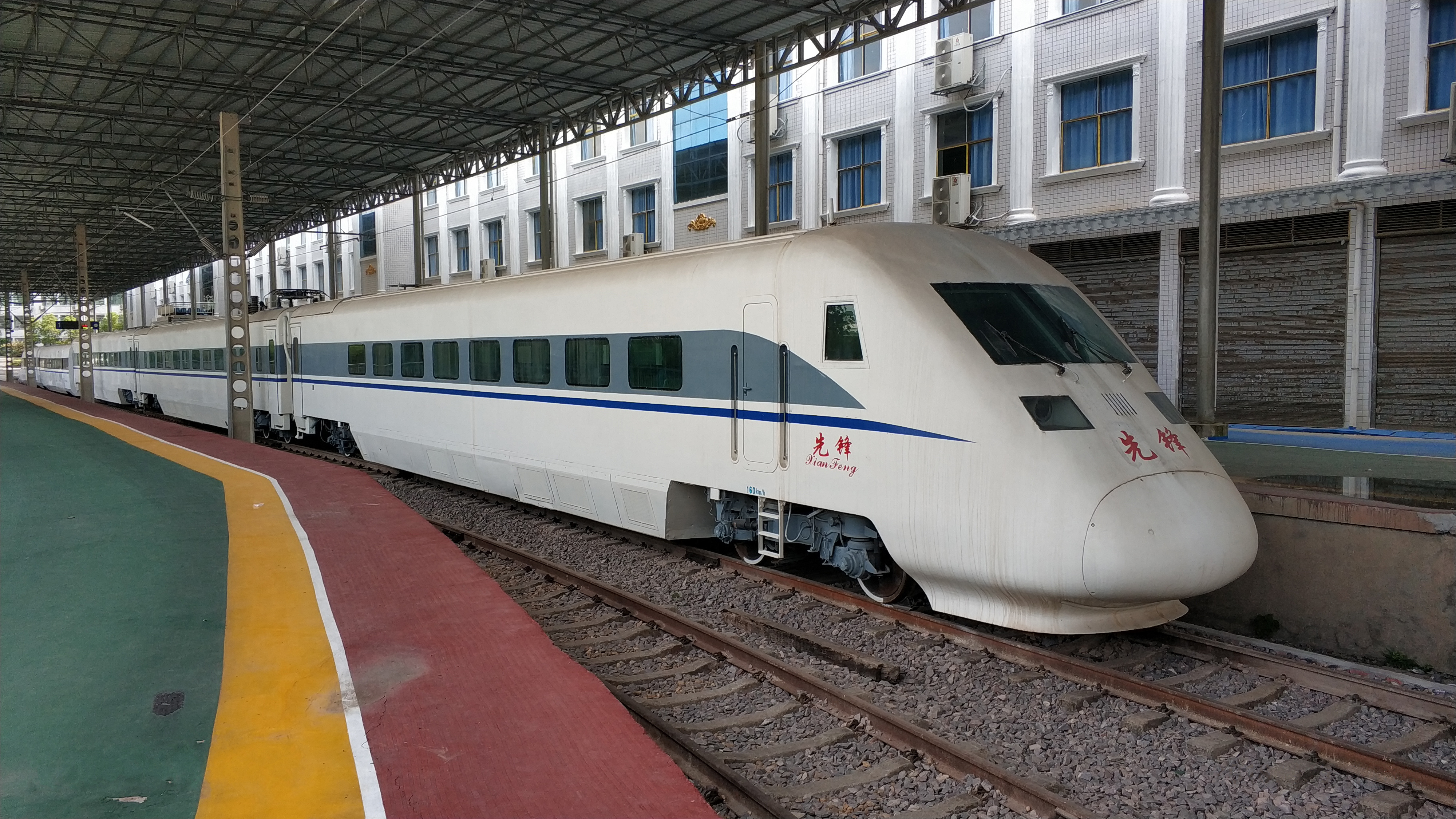
DJF2型“先锋”电力动车组
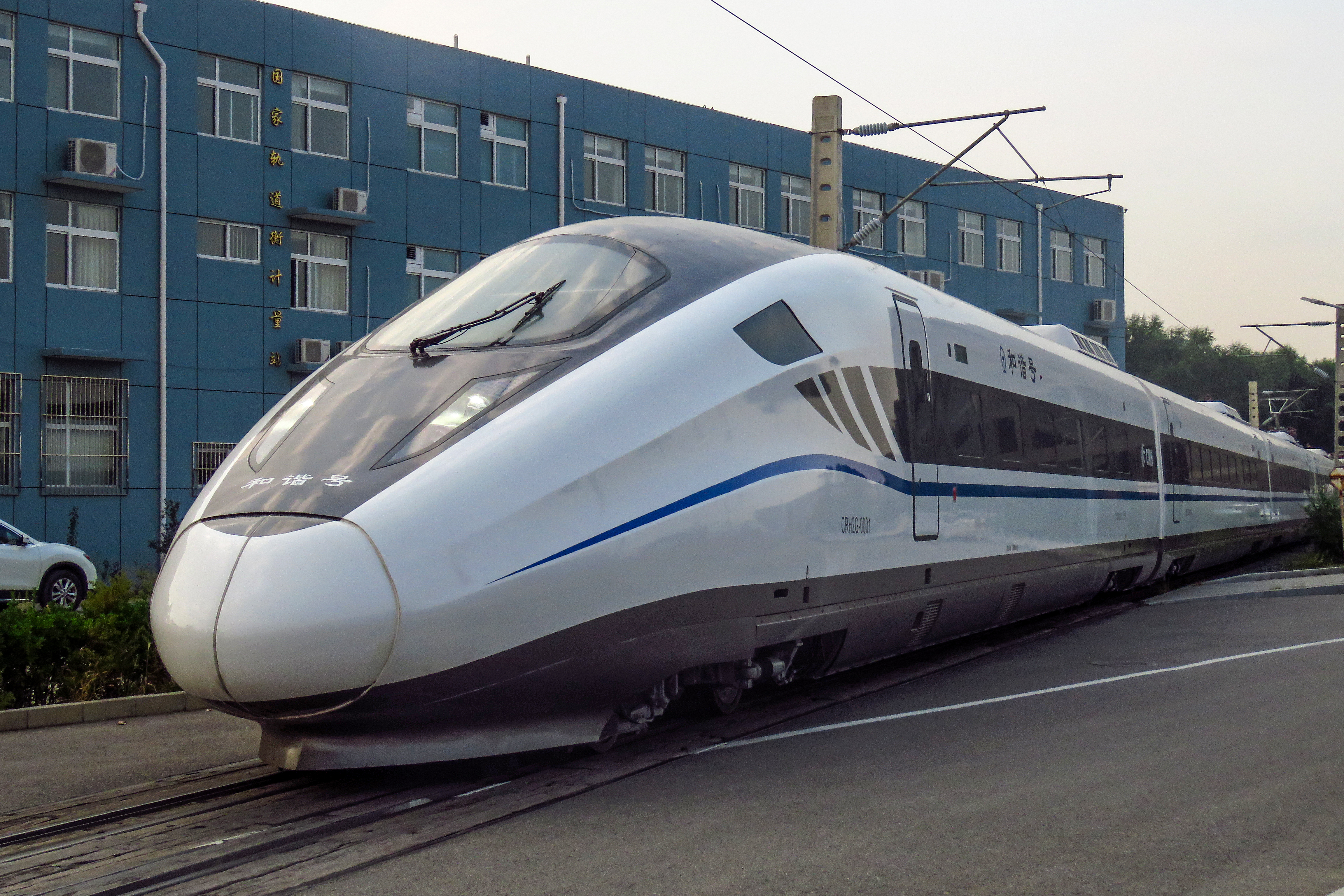
复兴号CR300AF型电力动车组
- 和谐号CRH2G型电力动车组
- 和谐号CRH6A/F型电力动车组

- DJF2型先锋号电力动车组
- 和谐号CRH2G型电力动车组

### 城市轨道交通车辆
- 上海轨道交通AC06型城轨车
- 上海轨道交通AC08、AC17a、AC17b型城轨车
- 上海轨道交通AC03型城轨车
- 上海轨道交通AC13型城轨车
- 上海轨道交通AC18型城轨车
- 徐州轨道交通1号线
- 徐州轨道交通2号线
- 苏州地铁1号线城轨车
- 苏州地铁2号线城轨车
- 苏州地铁3号线城轨车
- 苏州地铁4号线城轨车
- 苏州地铁5号线城轨车
- 苏州地铁6号线城轨车
- 苏州地铁7号线城轨车
- 苏州地铁8号线城轨车
- 苏州地铁11号线城轨车
- 苏州有轨电车1号线
- 苏州有轨电车2号线
- 杭州地铁1号线城轨车
- 杭州地铁2号线城轨车
- 杭州地铁3号线城轨车
- 杭州地铁4号线城轨车
- 杭州地铁5号线城轨车
- 杭州地铁6号线城轨车
- 杭州地铁7号线城轨车
- 杭州地铁8号线城轨车
- 杭州地铁9号线城轨车
- 杭州地铁10号线城轨车
- 杭州地铁16号线城轨车
- 杭州地铁19号线城轨车
- 杭海城际铁路城际车
- 南京有轨电车（河西、麒麟）
- 南京地铁1号线城轨车
- 南京地铁2号线城轨车
- 南京地铁3号线城轨车
- 南京地铁4号线城轨车
- 南京地铁5号线城轨车
- 南京地铁6号线城轨车
- 南京地铁7号线城轨车
- 南京地铁10号线城轨车
- 南京地铁S1号线城轨车
- 南京地铁S3号线城轨车
- 南京地铁S4号线城轨车
- 南京地铁S6号线城轨车
- 南京地铁S7号线城轨车
- 南京地铁S8号线城轨车
- 南京地铁S9号线城轨车
- 无锡地铁1号线城轨车
- 无锡地铁2号线城轨车
- 长沙地铁3号线城轨车
- 贵阳轨道交通1号线城轨车
- 香港輕鐵第四期輕軌車輛
- 香港輕鐵第五期輕軌車輛
- 深圳地铁3号线南车浦镇B型电动列车
- 深圳地铁4号线南车浦镇A型电动列车
- 深圳地铁6号线中车浦镇A型电动列车
- 深圳地铁6号线支线中车浦镇B型电动列车
- 深圳地铁12号线中车浦镇A型电动列车
- 东莞轨道交通CIVAS电动列车
- 吉隆坡快捷通9 加影线Siemens Inspiro（西门子授权生产）
- 曼谷地铁黃線及粉紅線單軌列車
- 孟买地铁1号线城轨车
- 伊朗三城市地铁项目

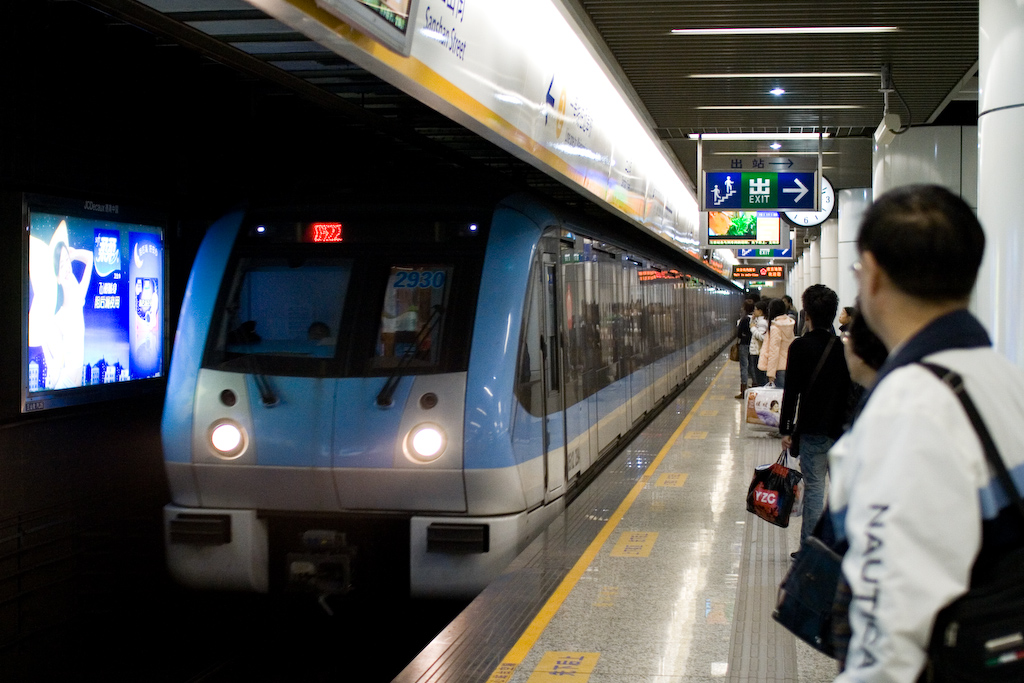
南京地铁1号线列车
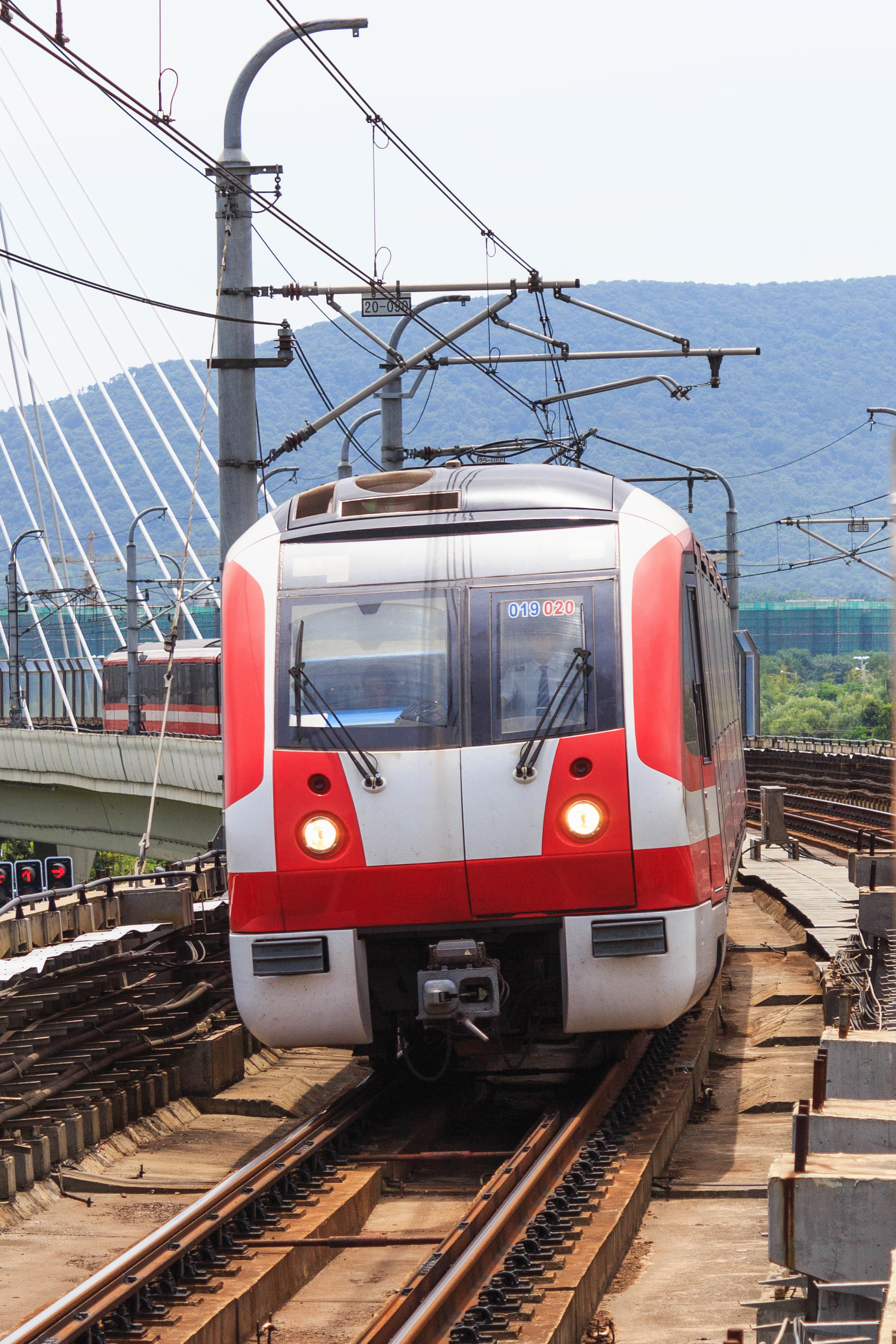
南京地铁2号线列车
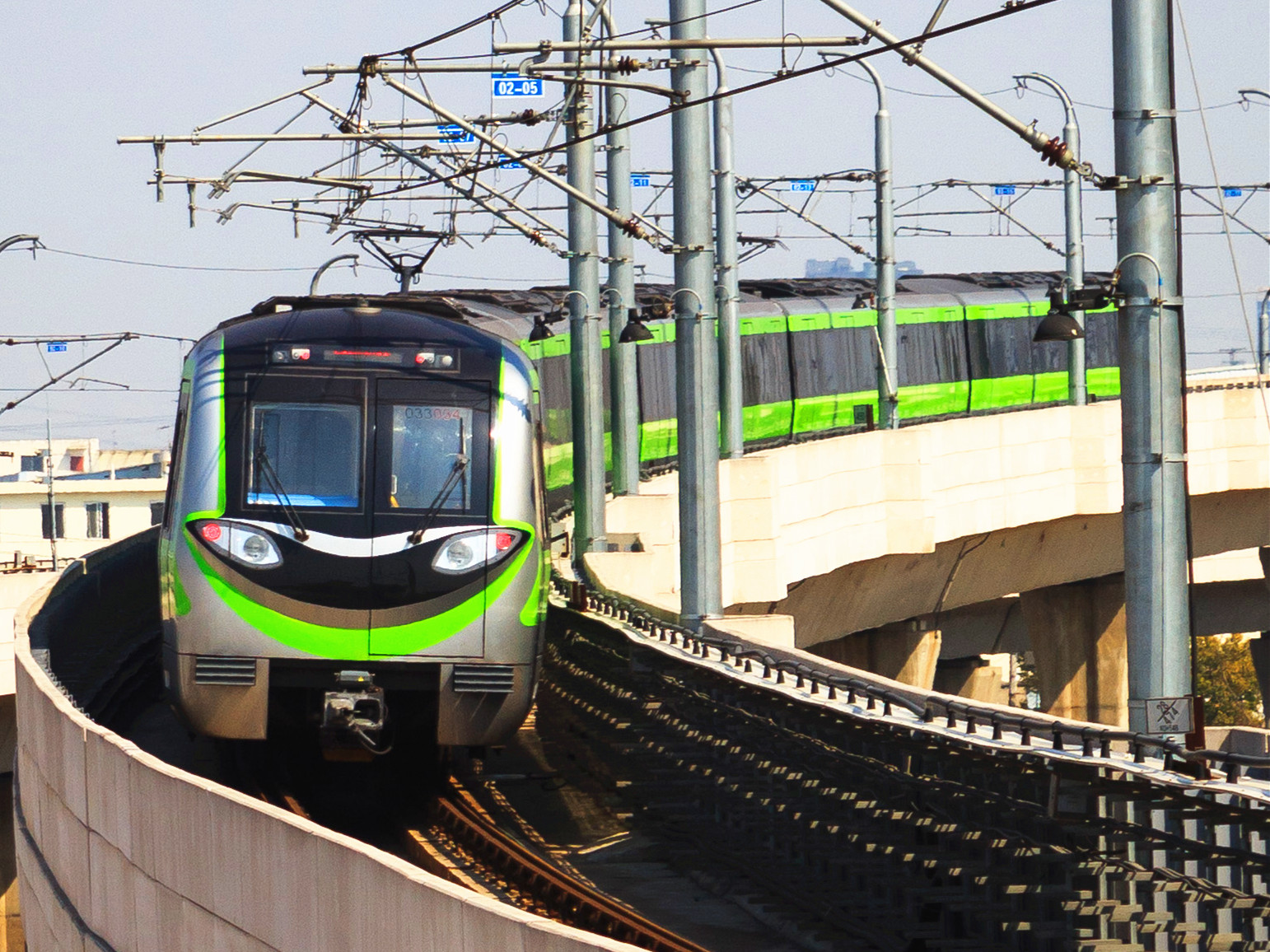
南京地铁3号线列车
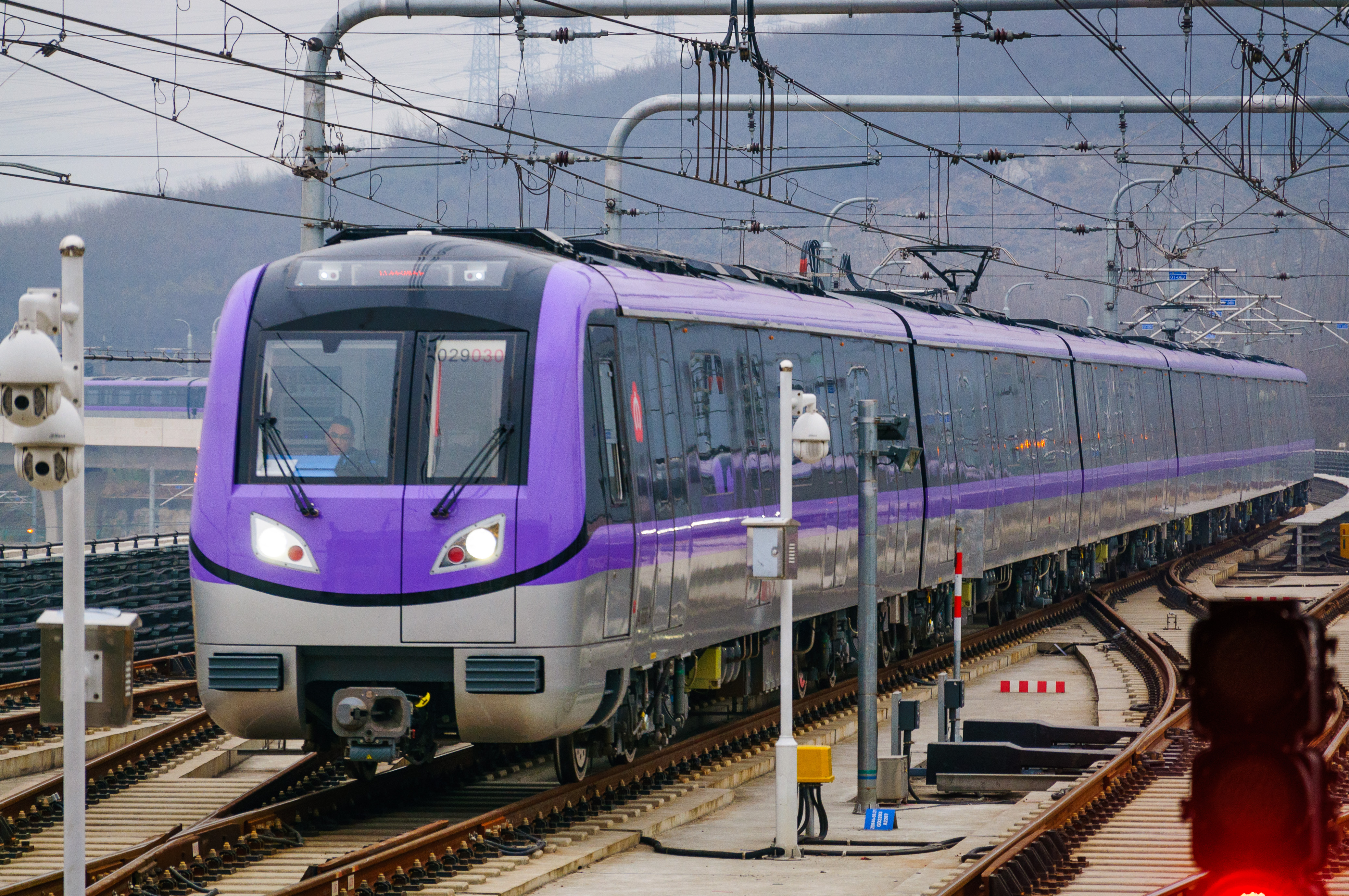
南京地铁4号线列车
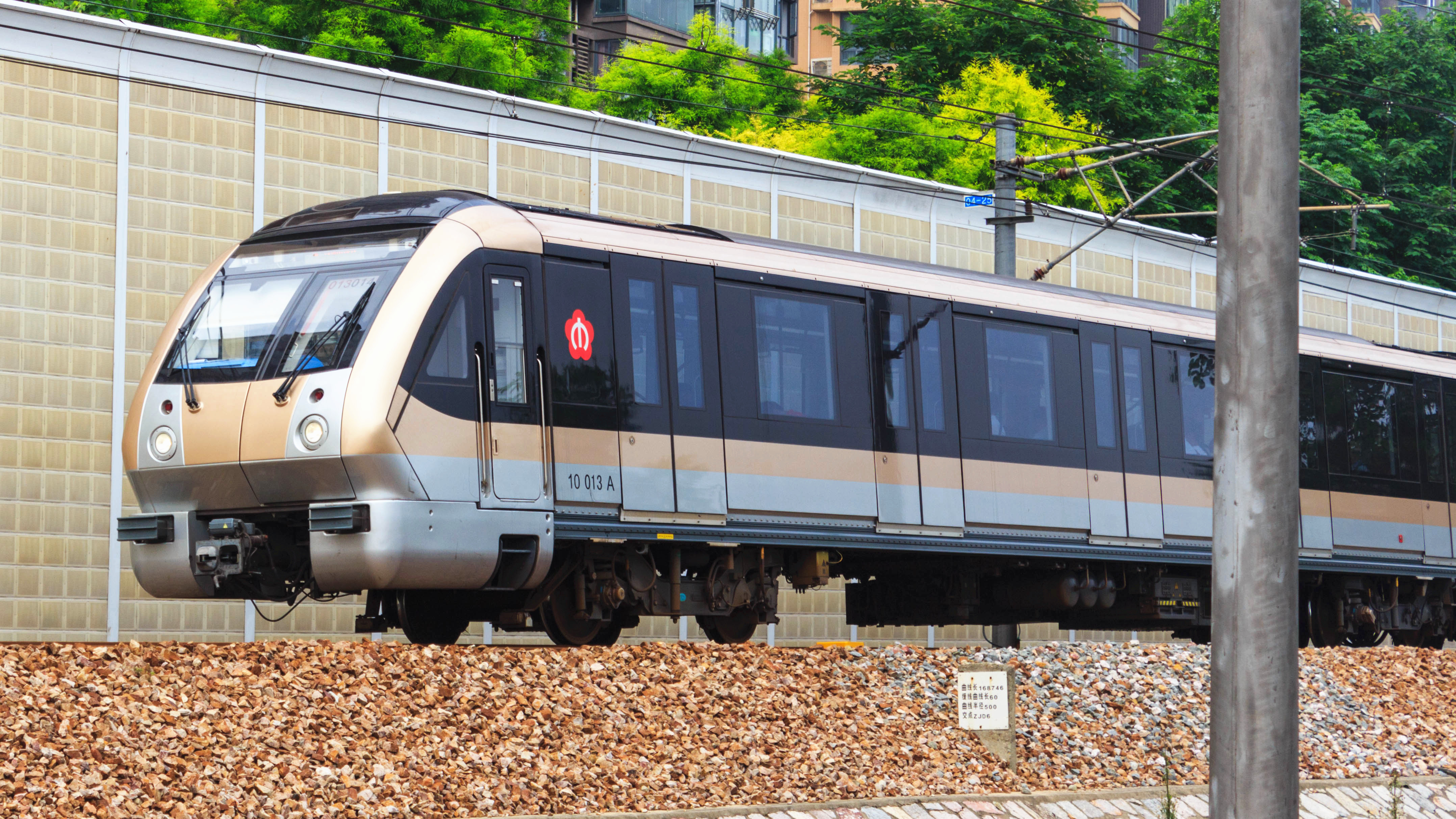
南京地铁10号线列车
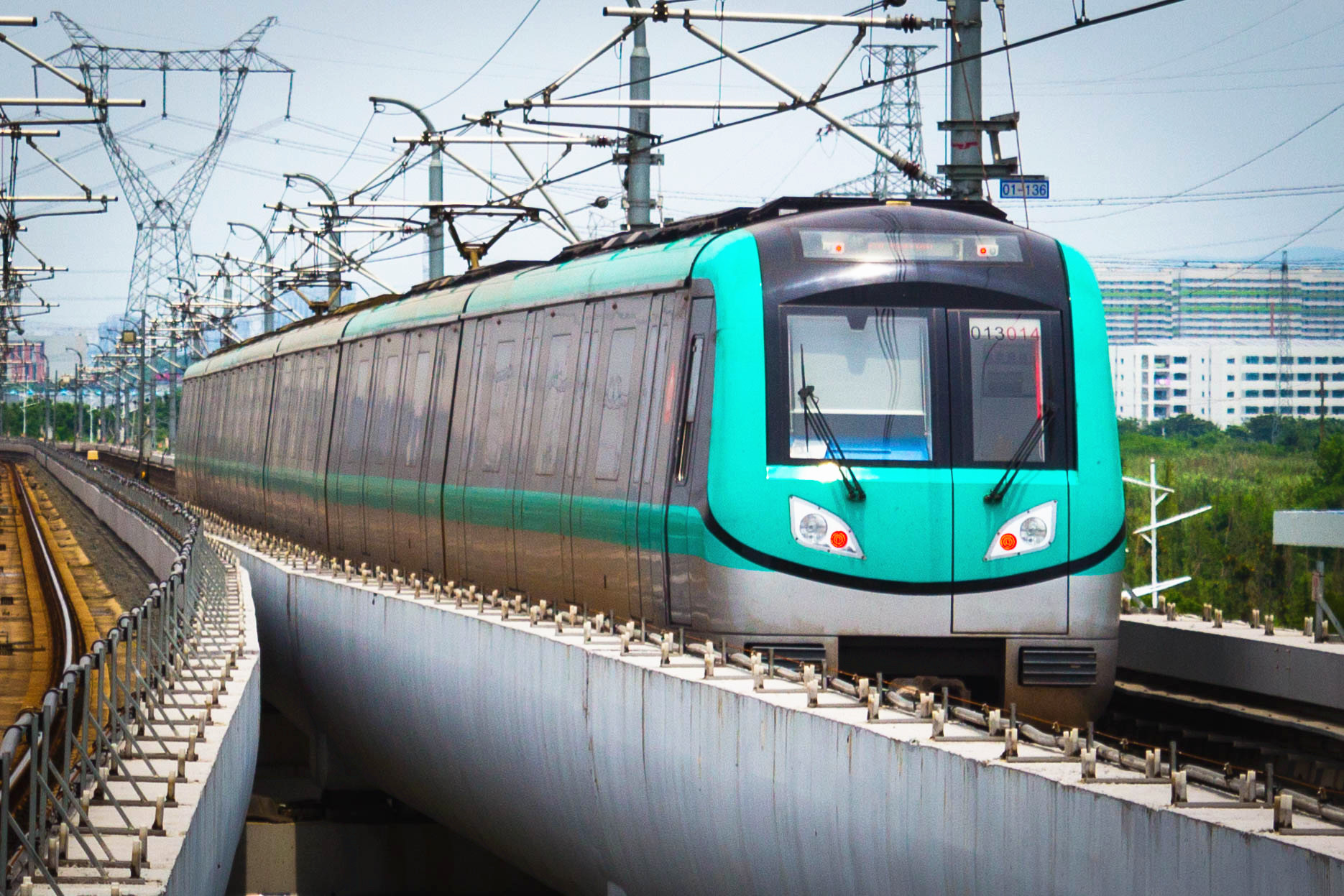
南京地铁S1号线列车
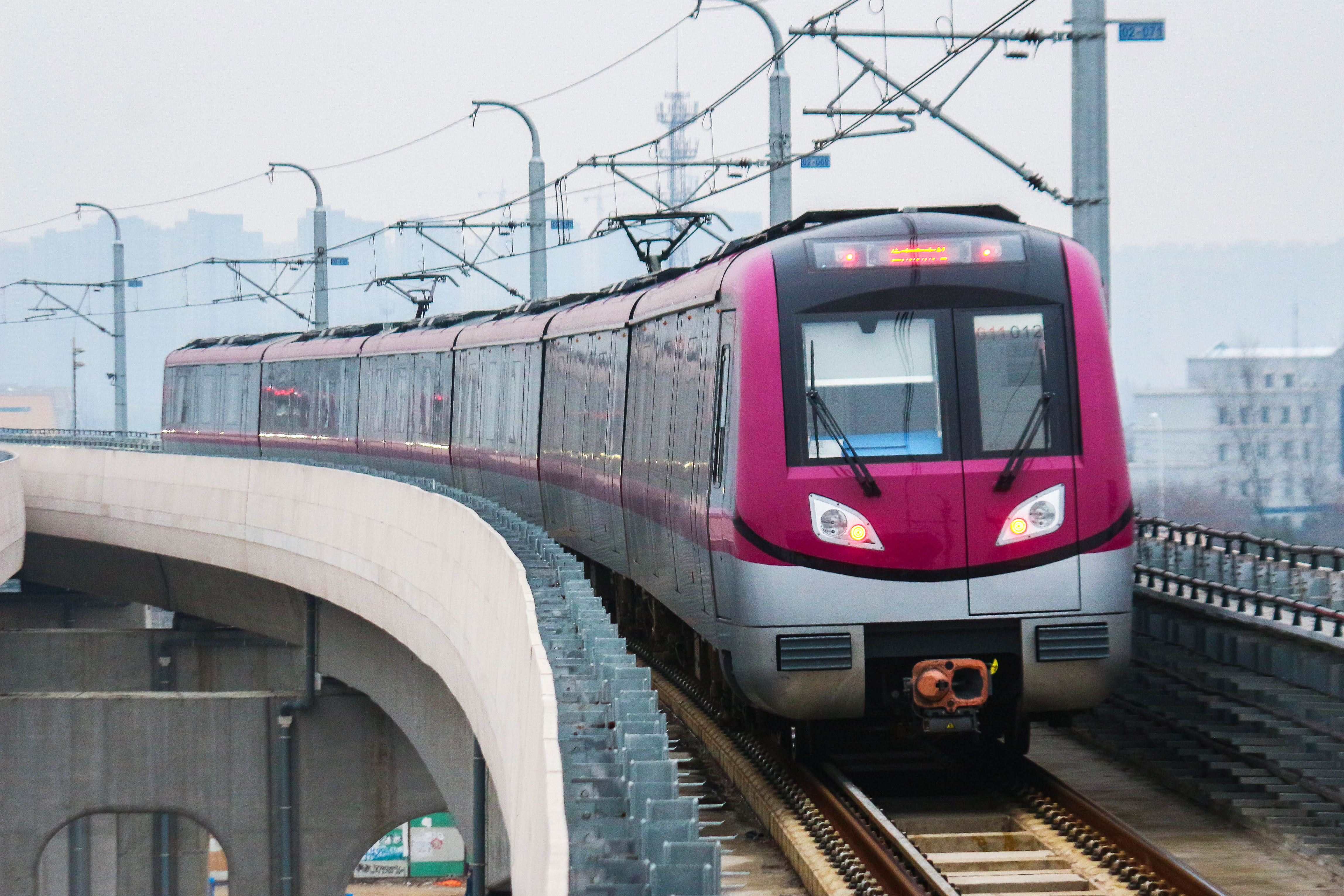
南京地铁S3号线列车
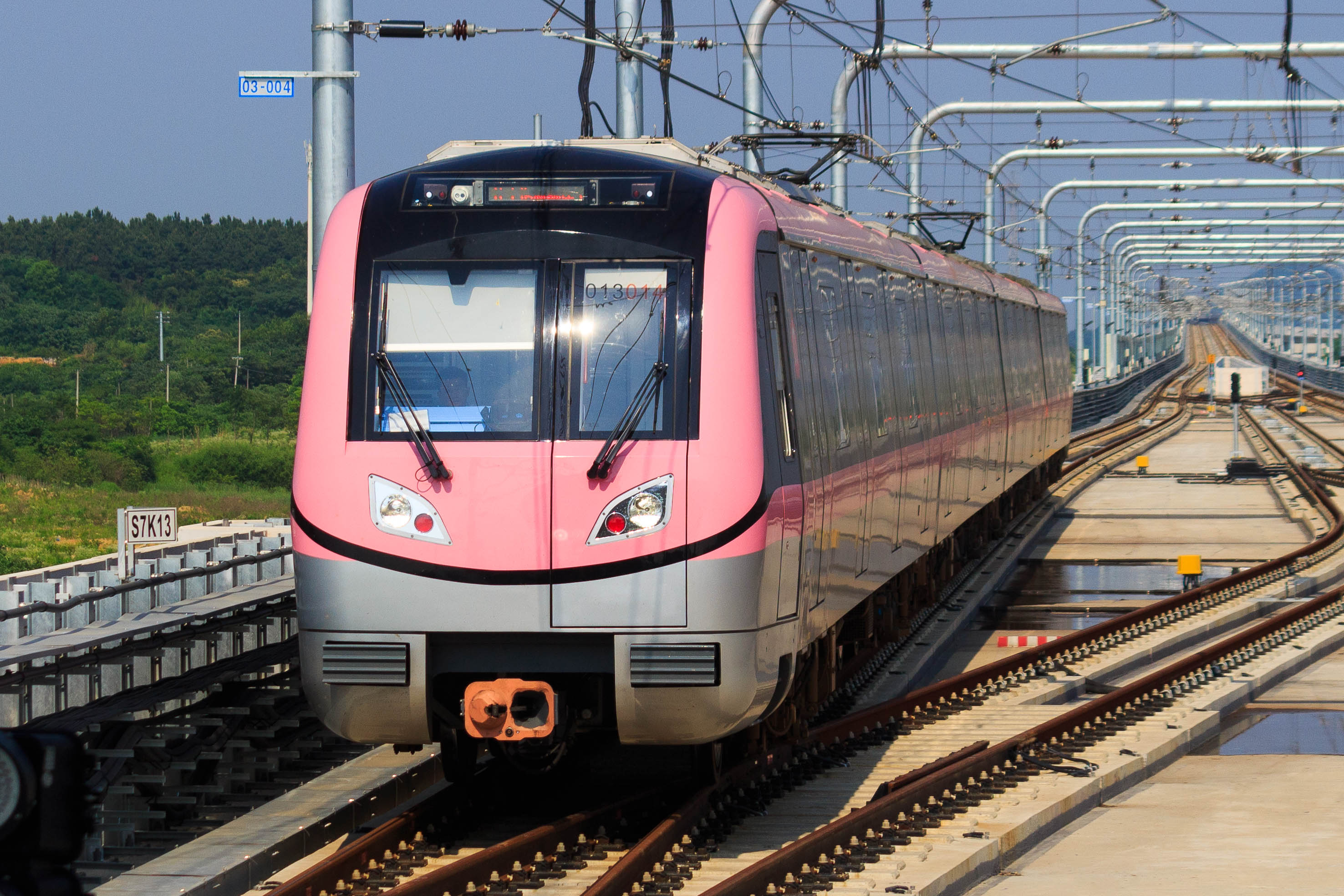
南京地铁S7号线列车
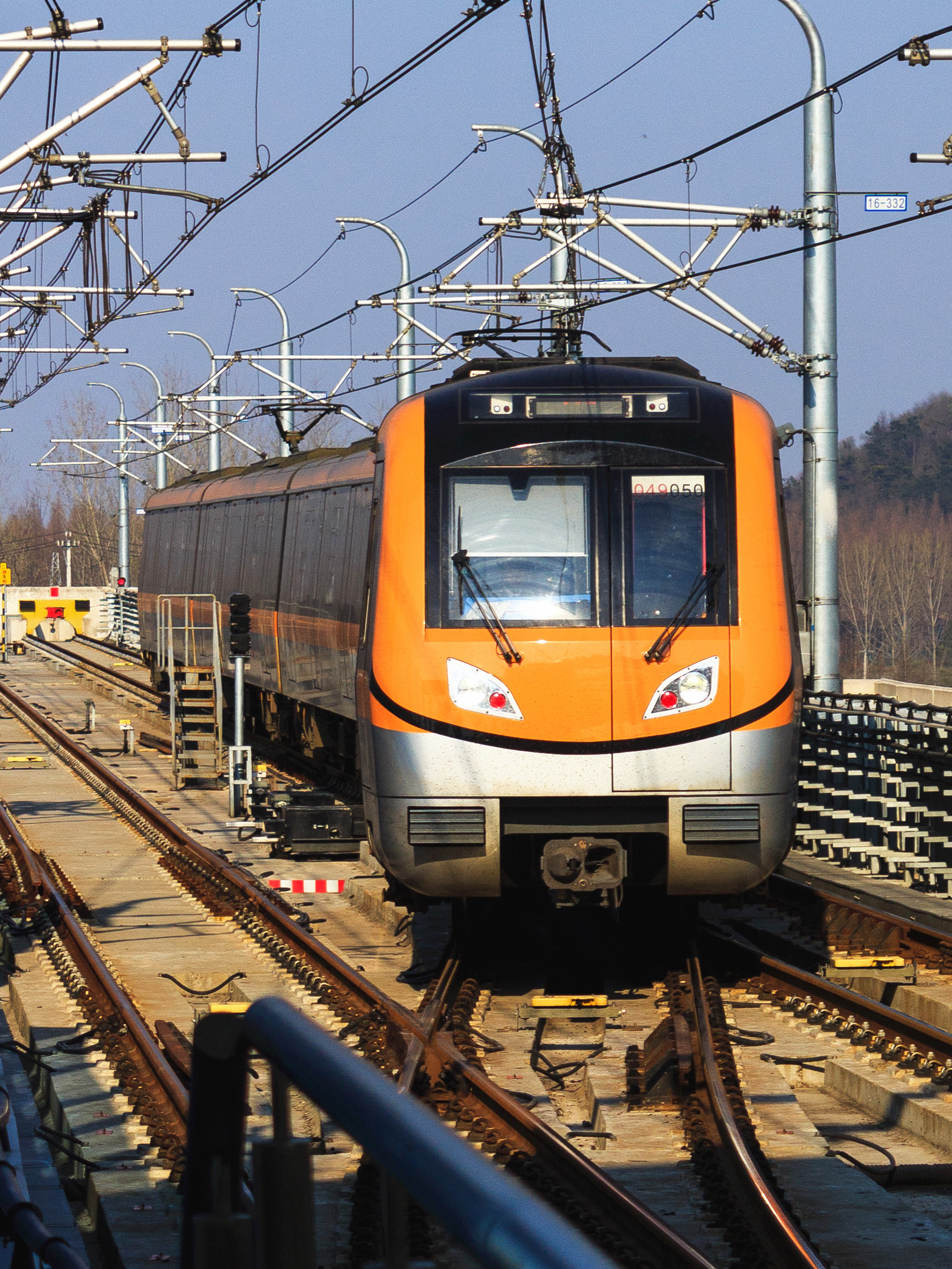
南京地铁S8号线列车
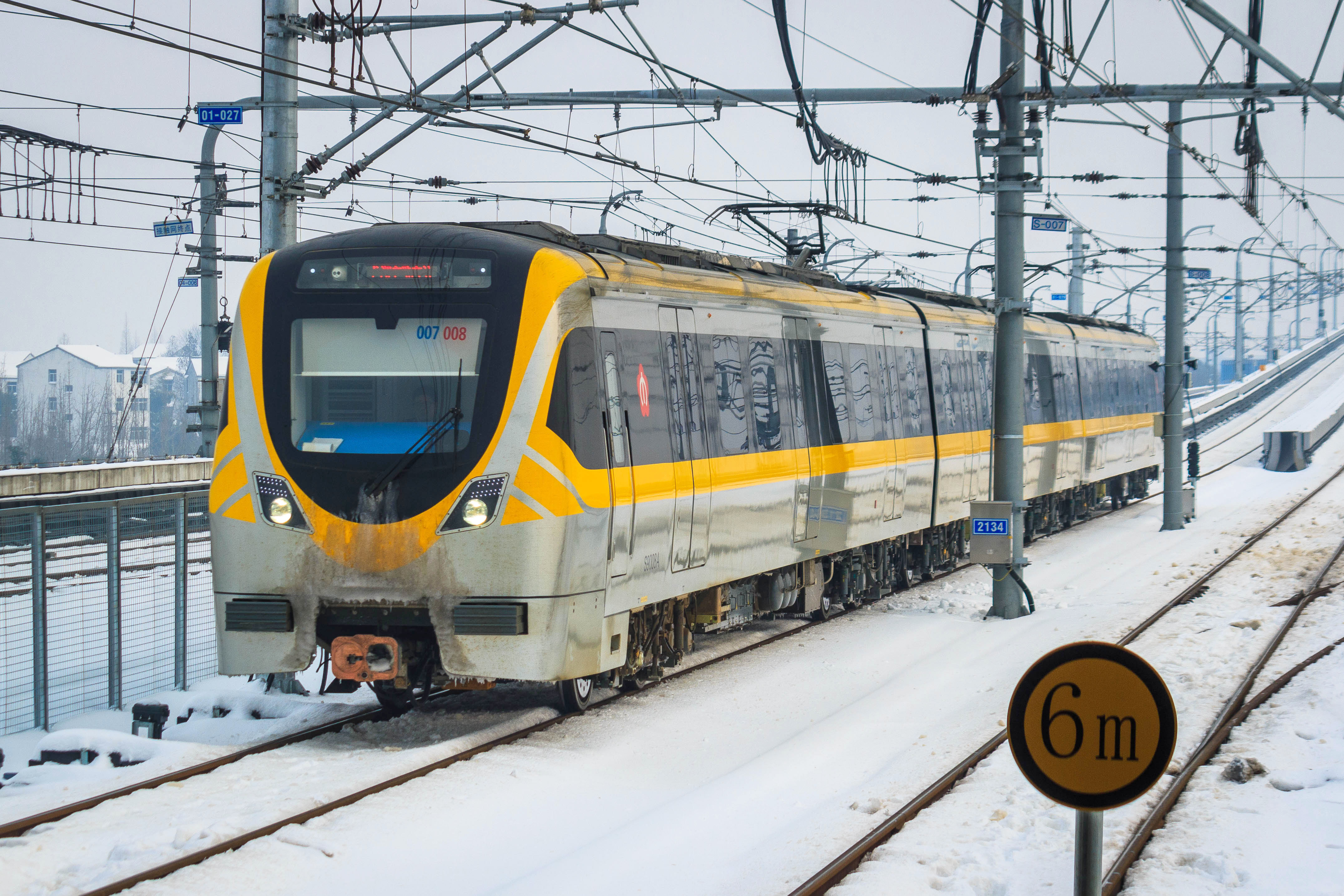
南京地铁S9号线列车
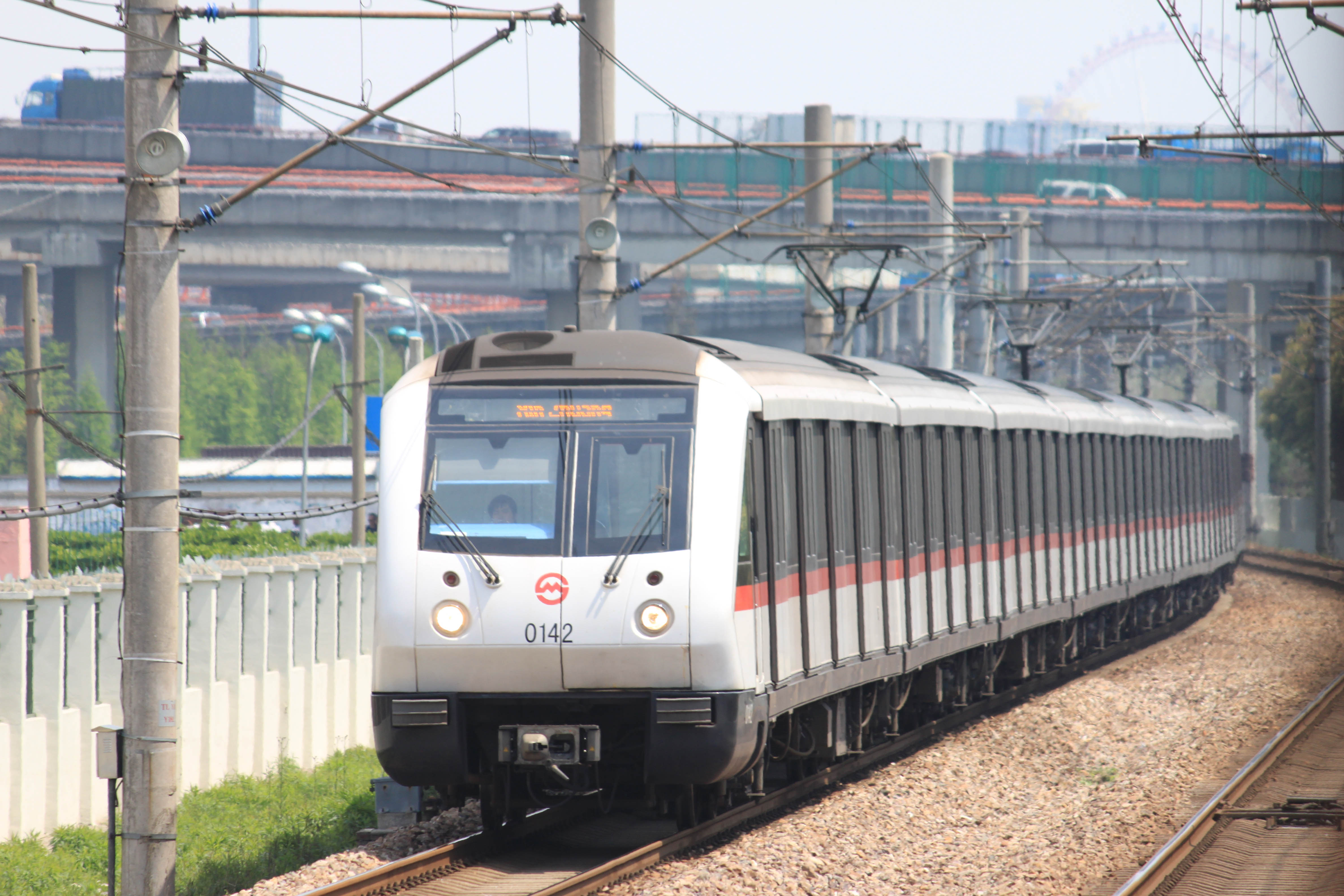
上海地铁01A05型列车
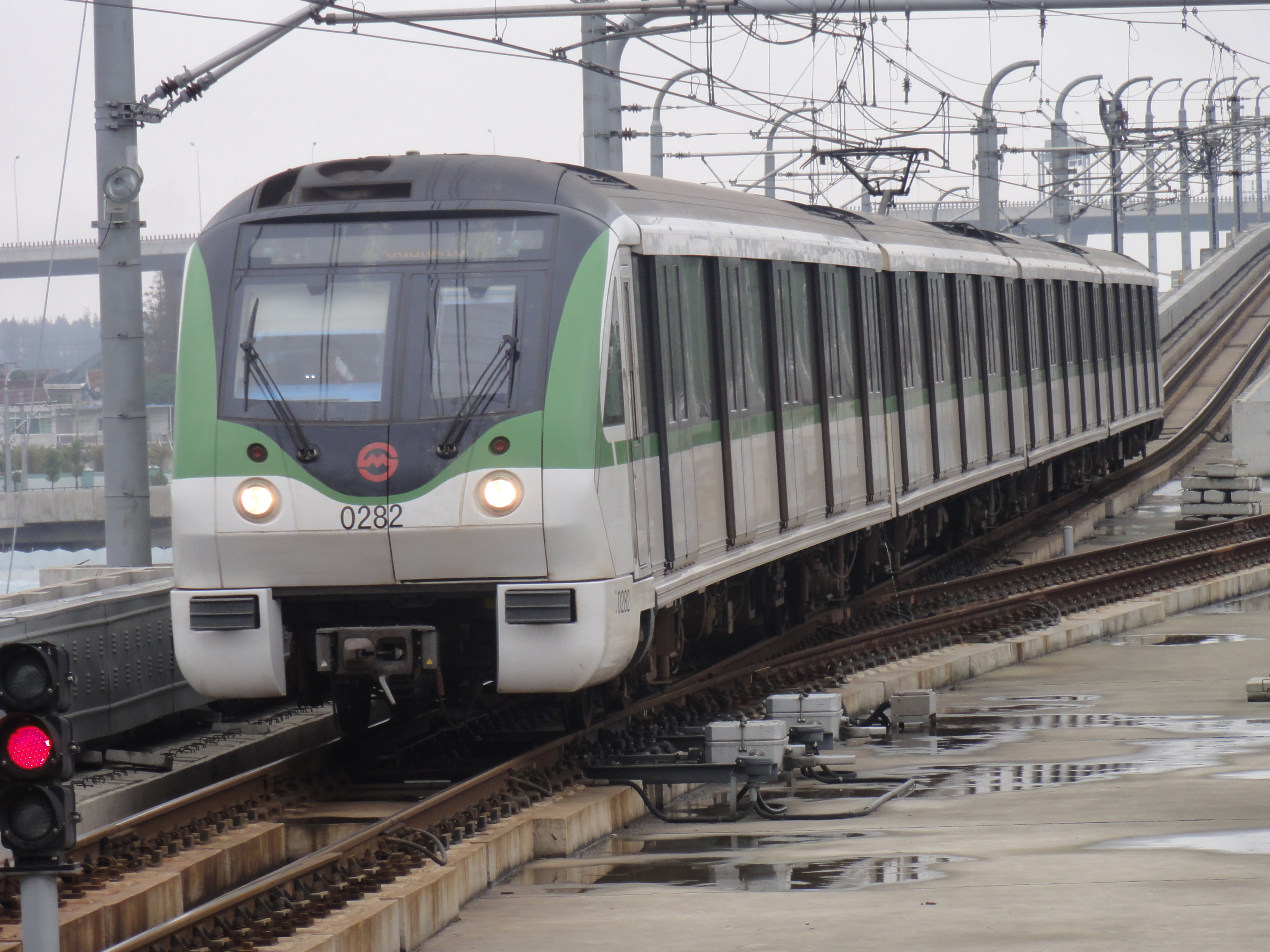
上海地铁02A04型列车
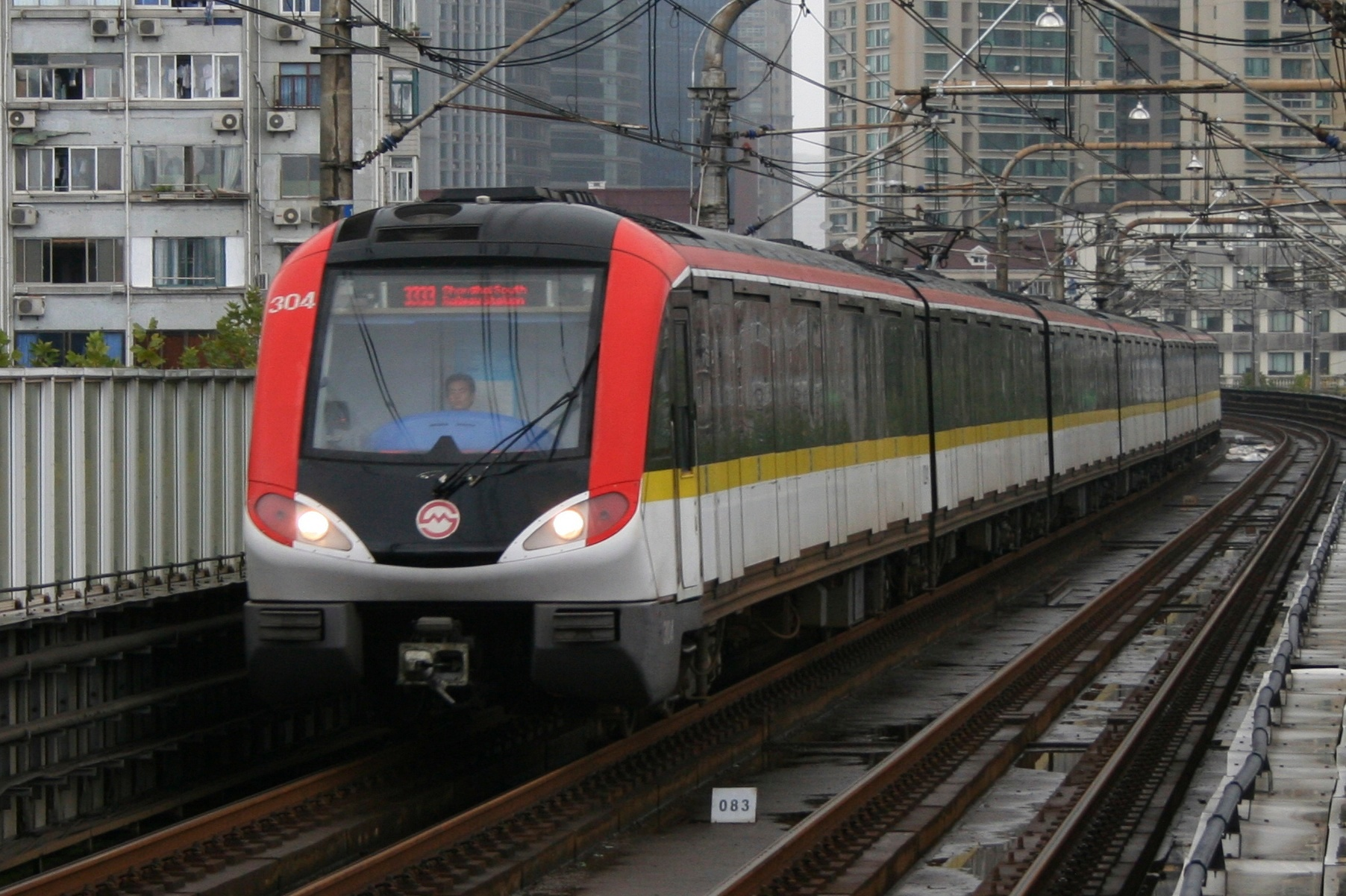
上海地铁03A01型列车
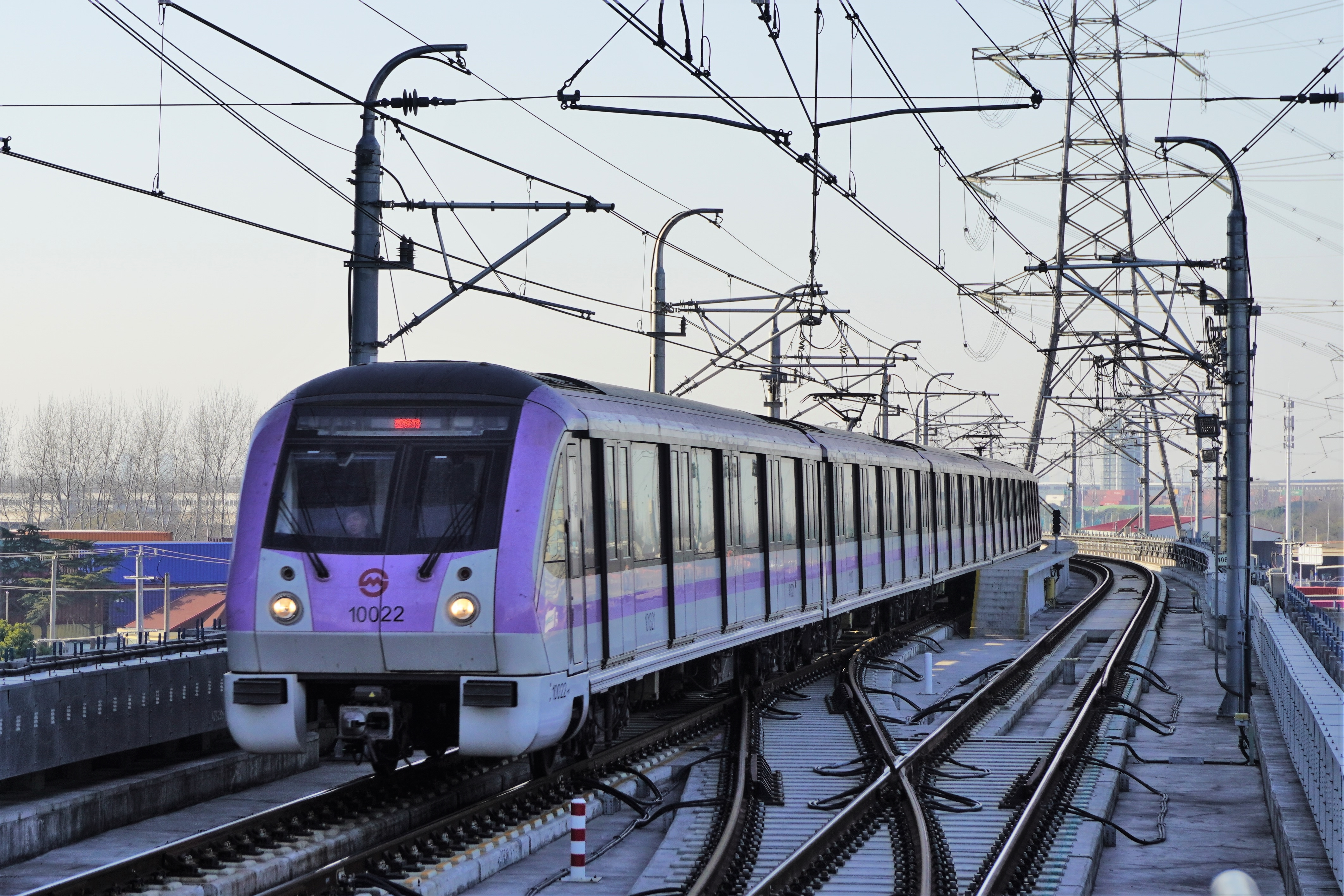
上海地铁10A01型列车
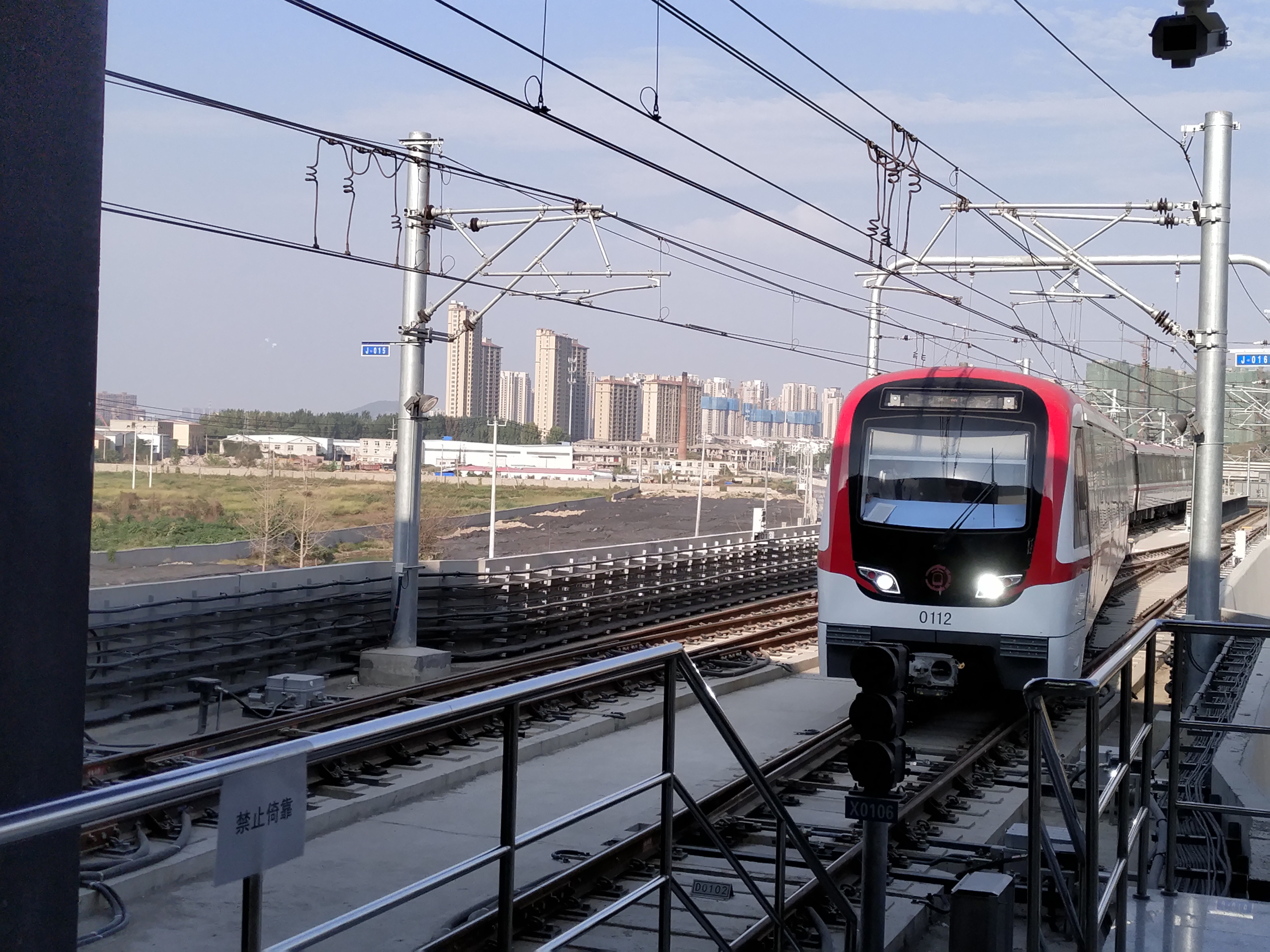
徐州地铁1号线列车
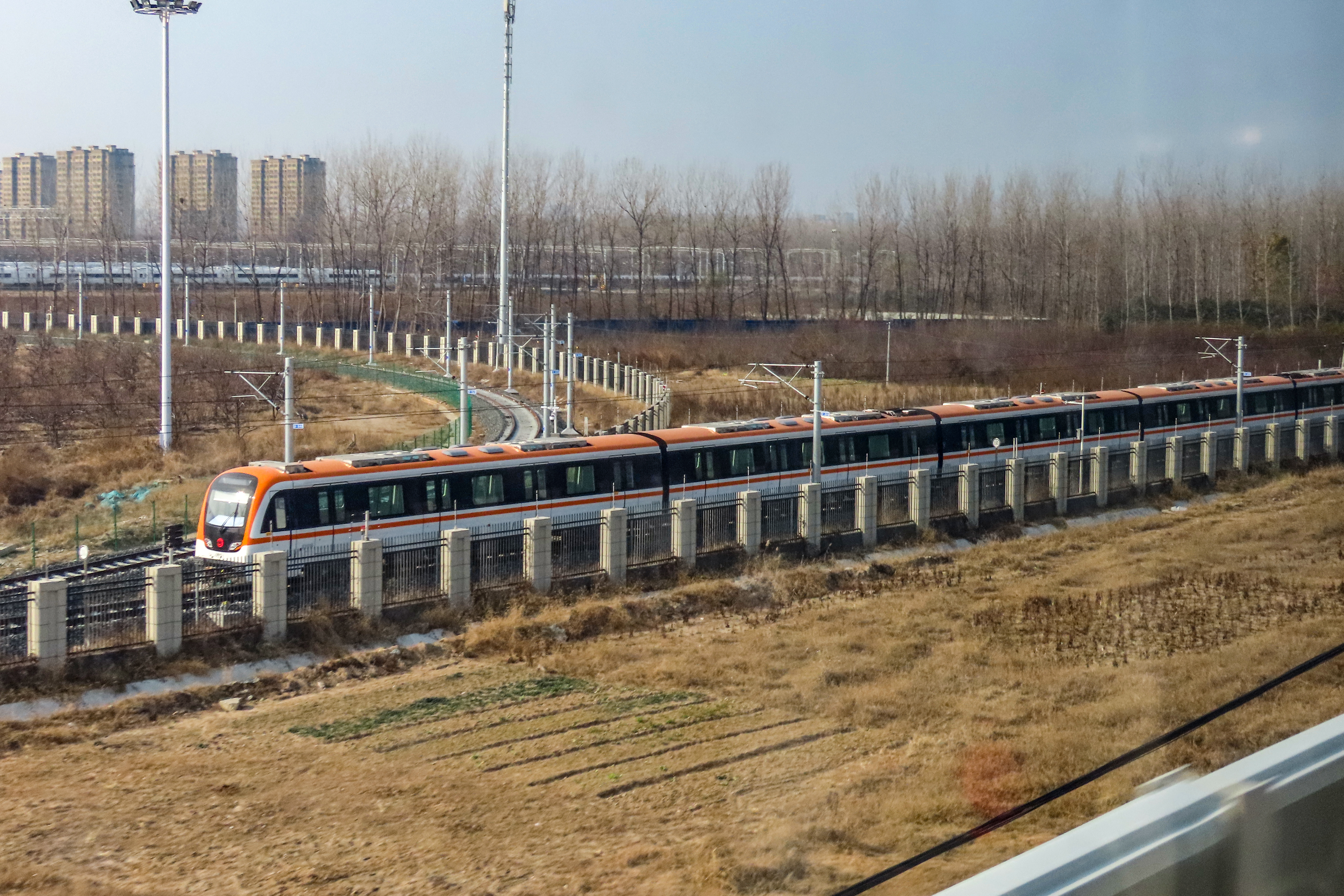
徐州地铁2号线列车
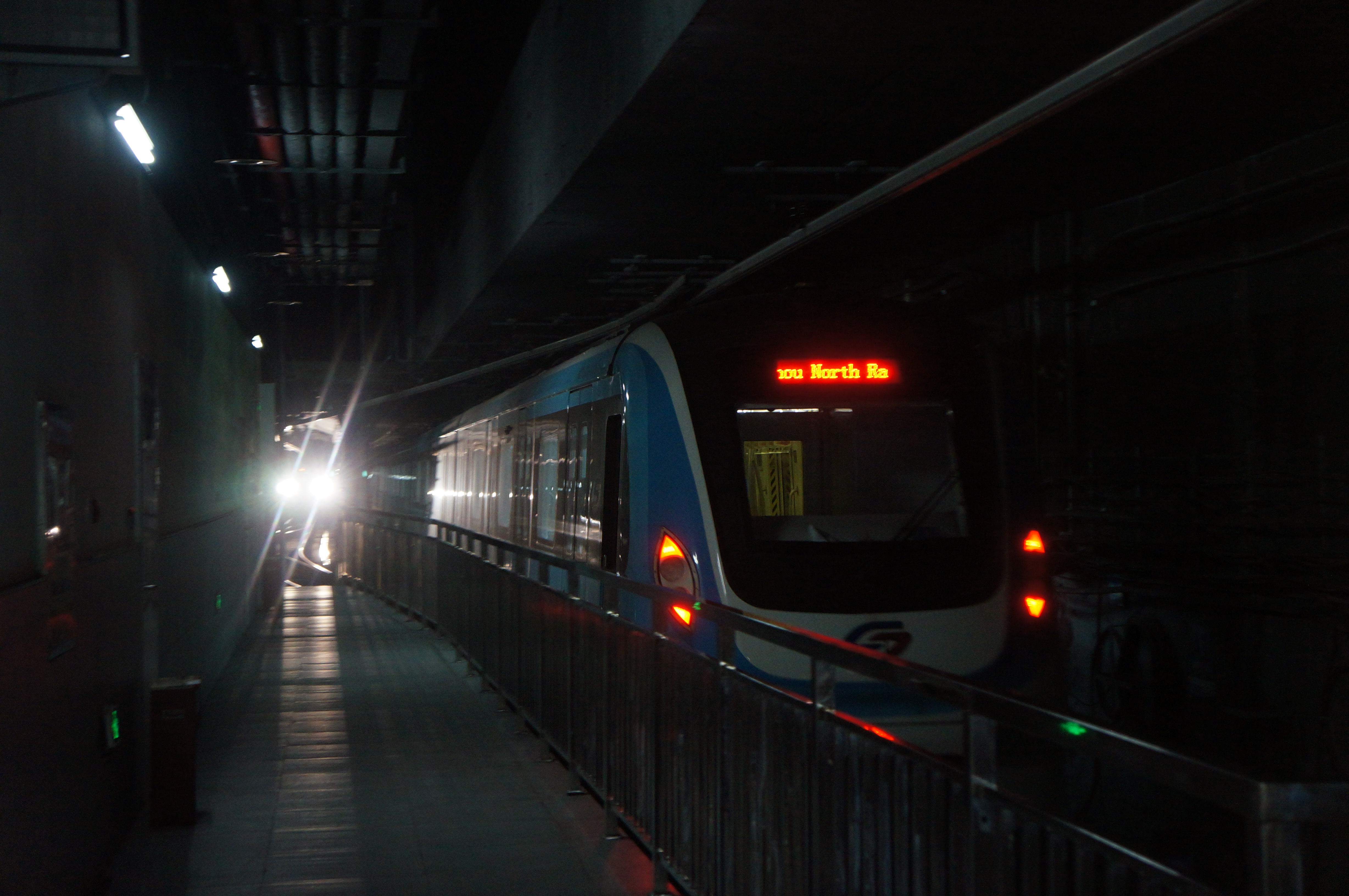
苏州地铁2号线列车
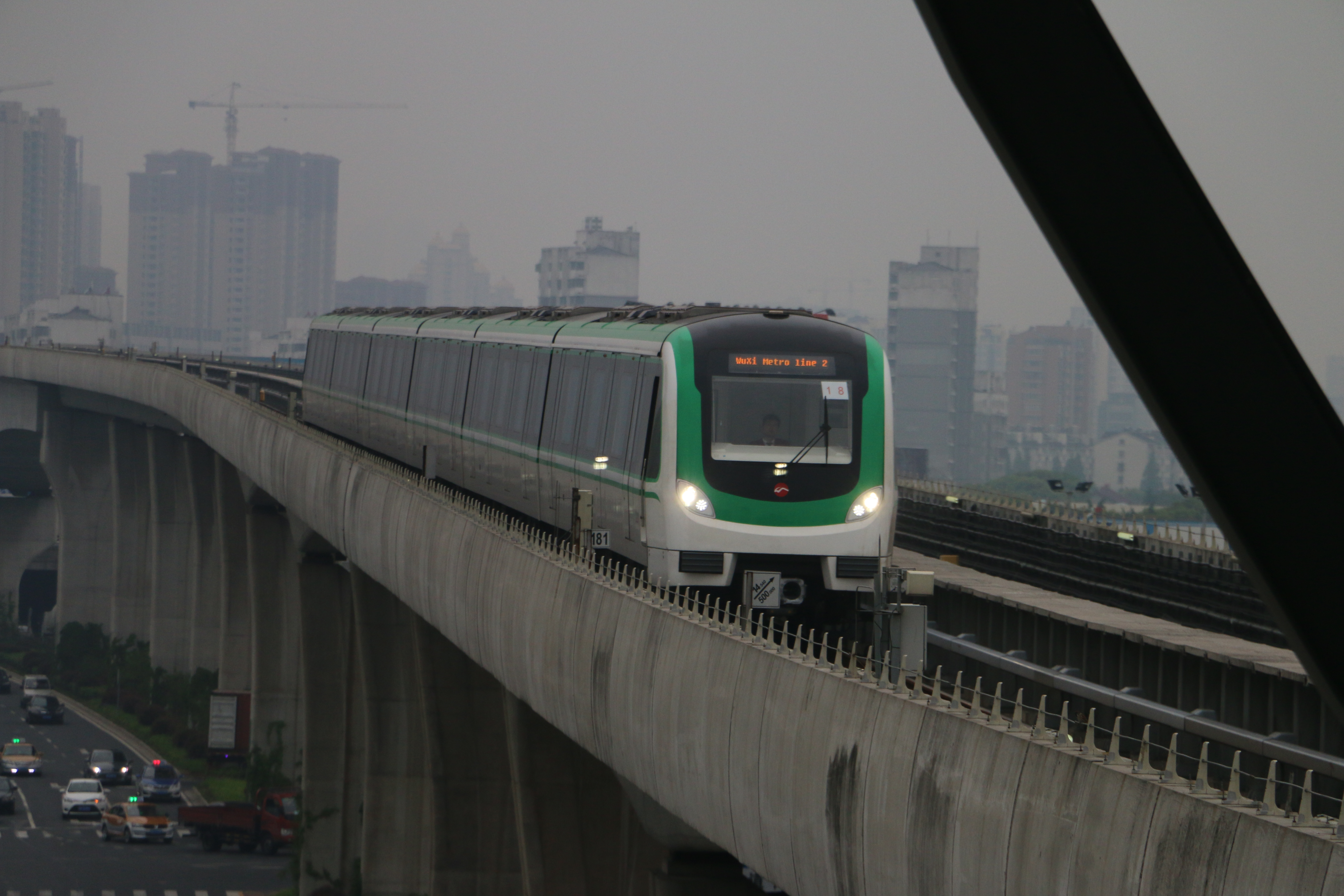
无锡地铁2号线列车
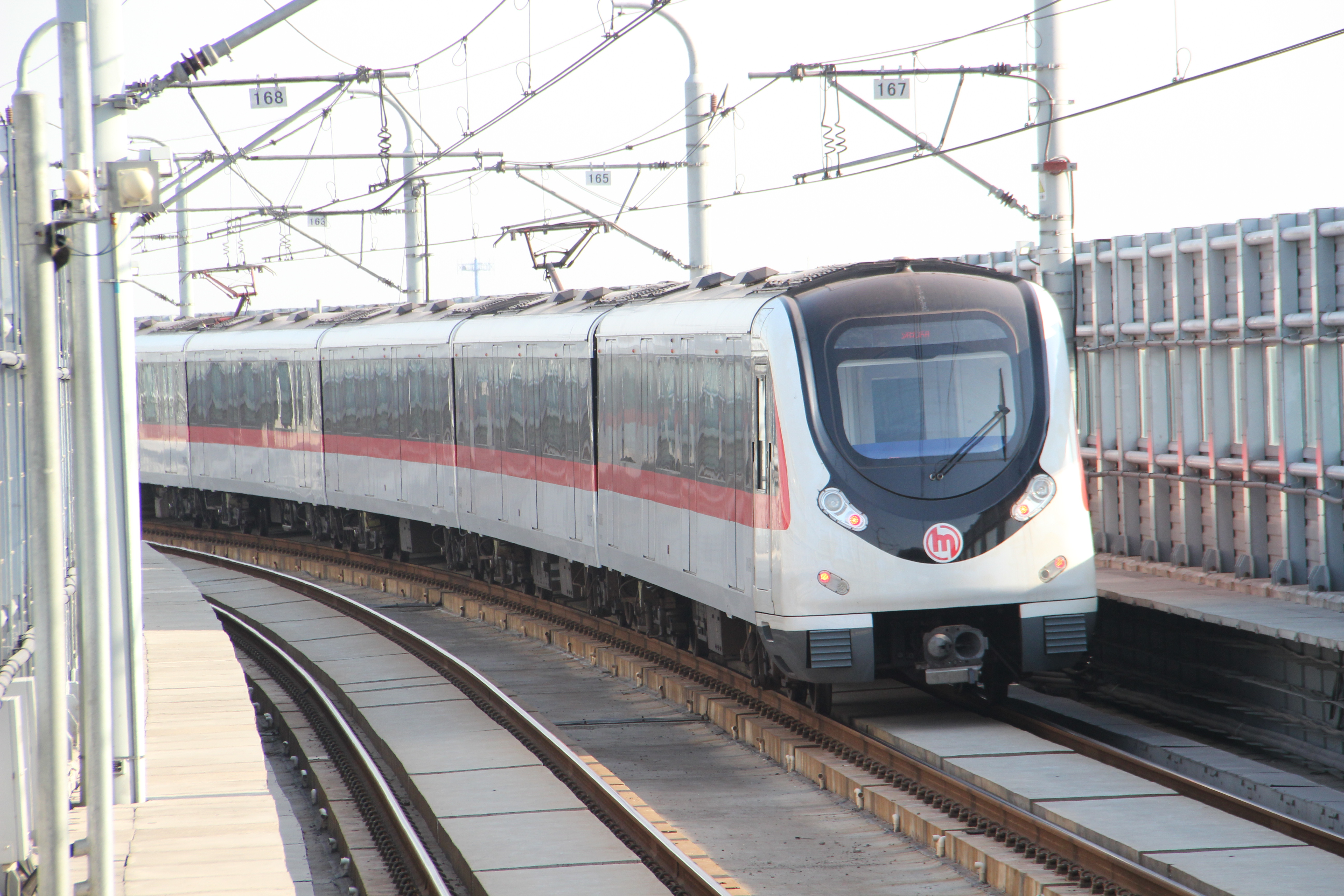
杭州地铁1号线列车
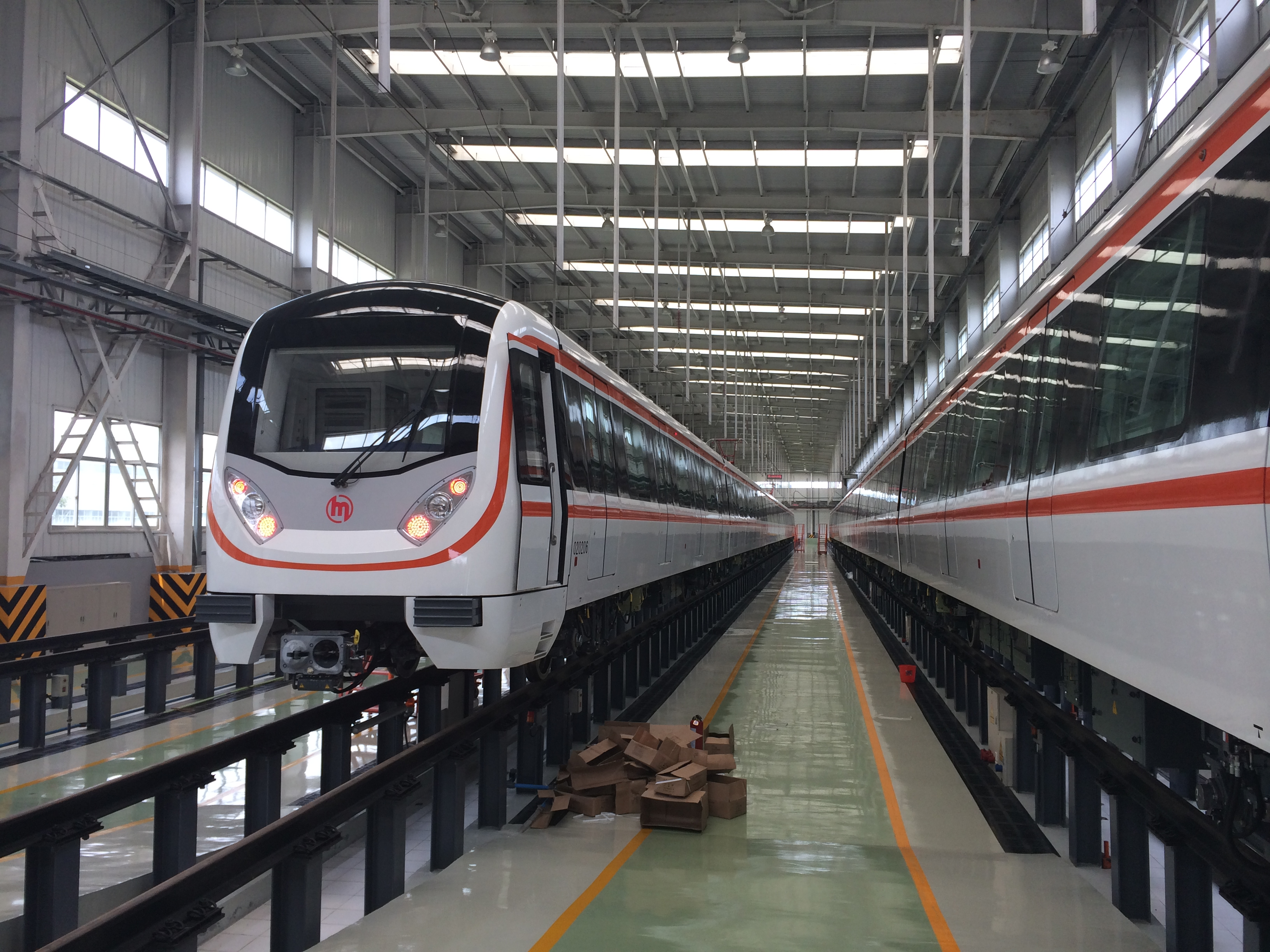
杭州地铁2号线列车
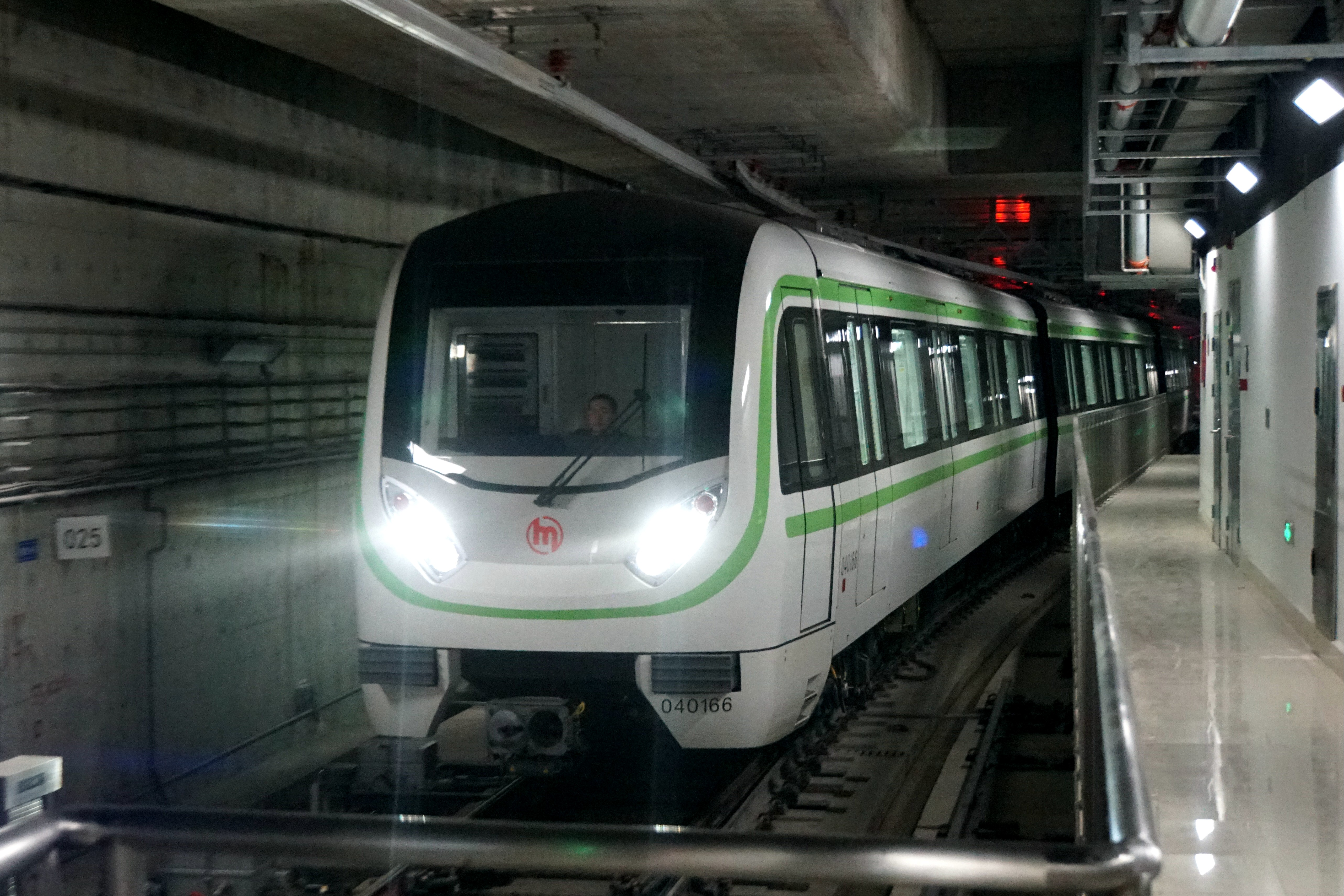
杭州地铁4号线列车
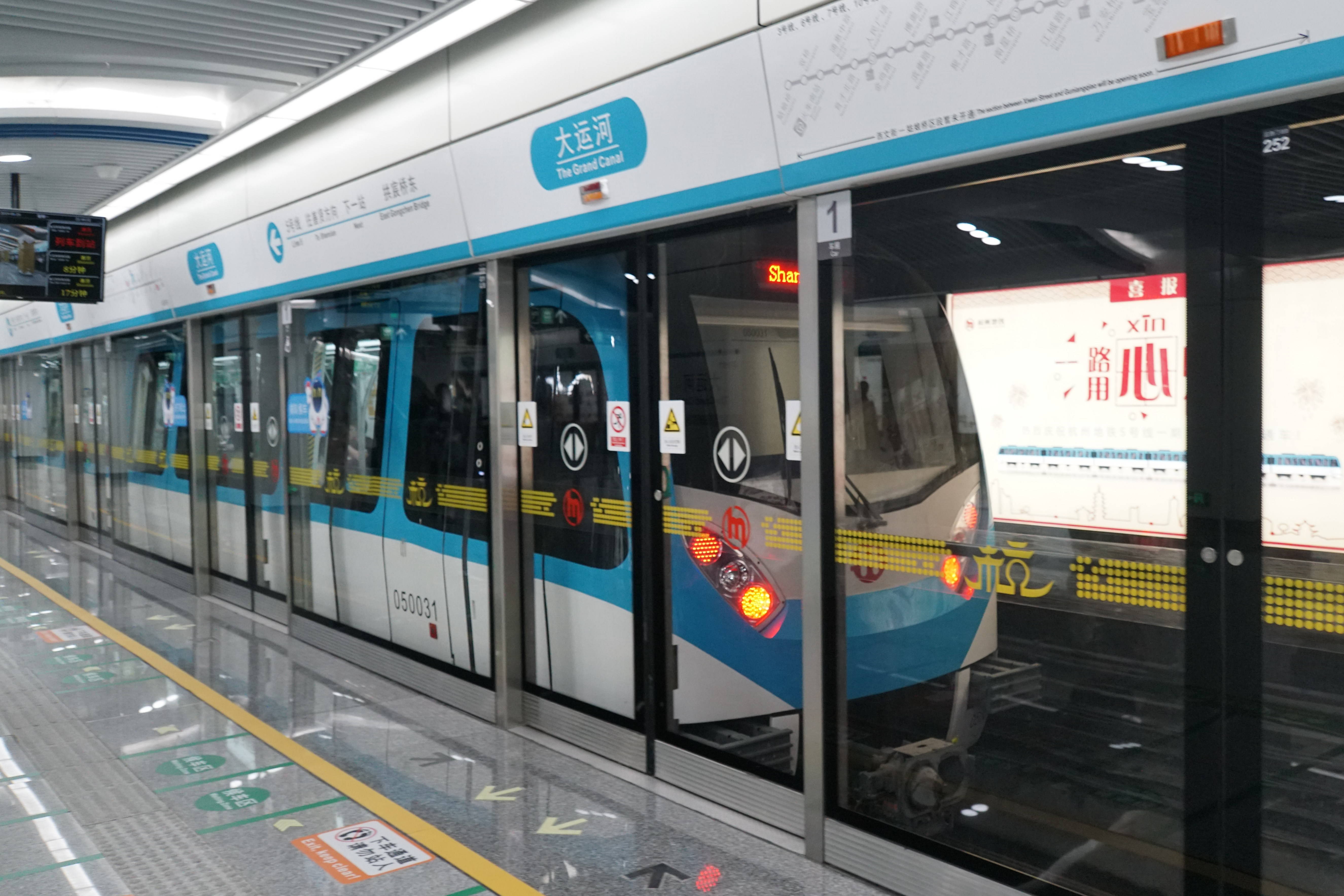
杭州地铁5号线列车
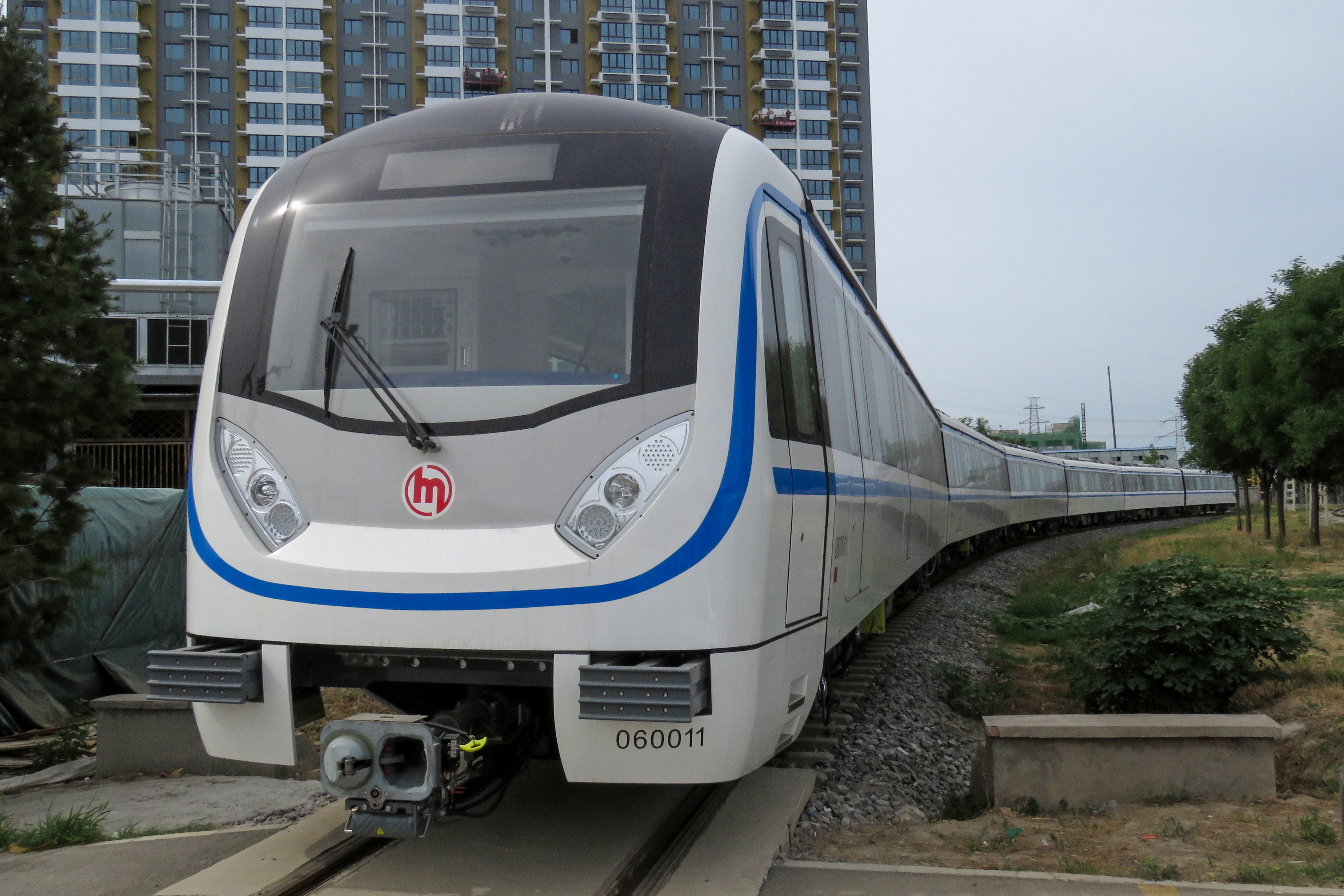
杭州地铁6号线列车
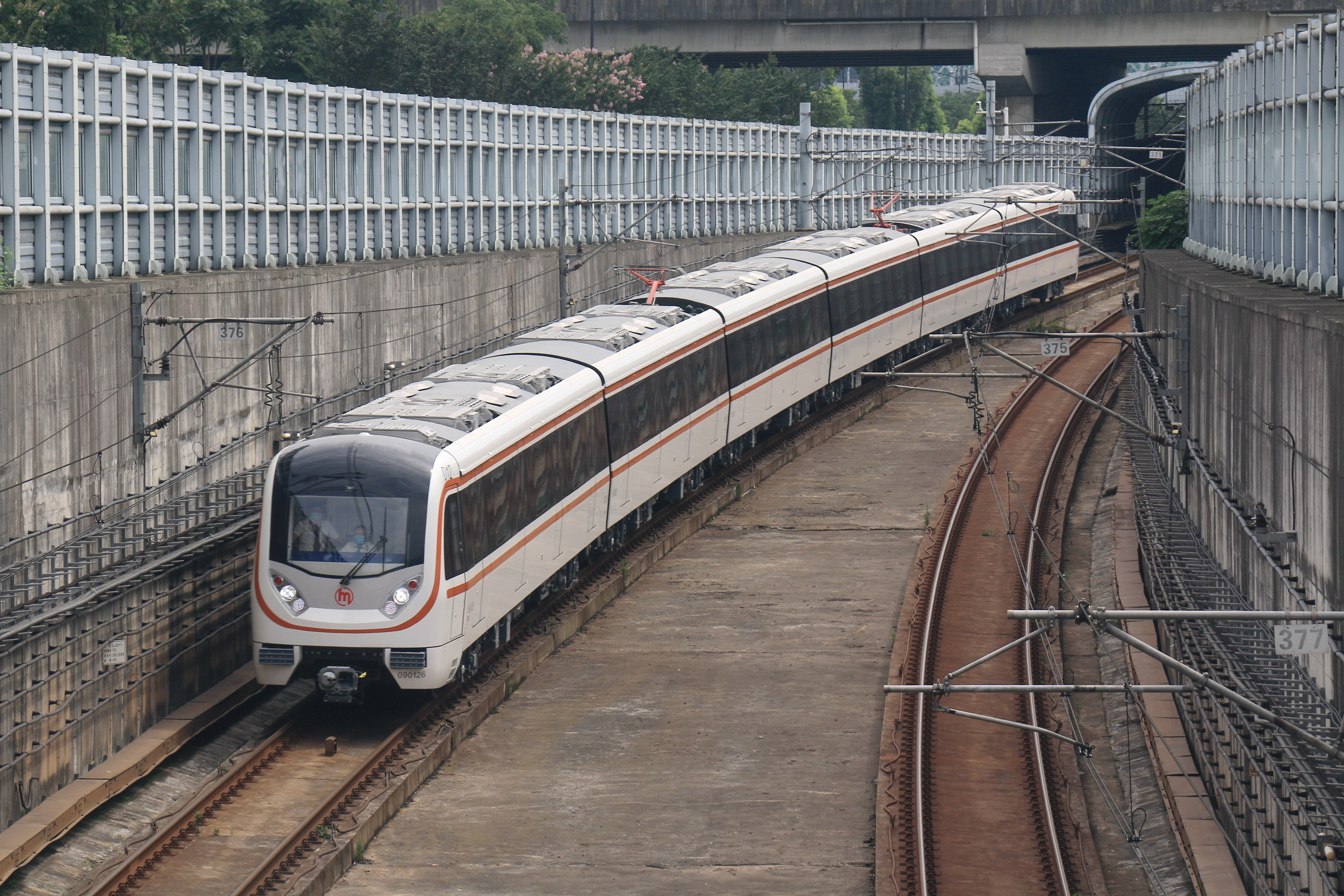
杭州地铁9号线列车
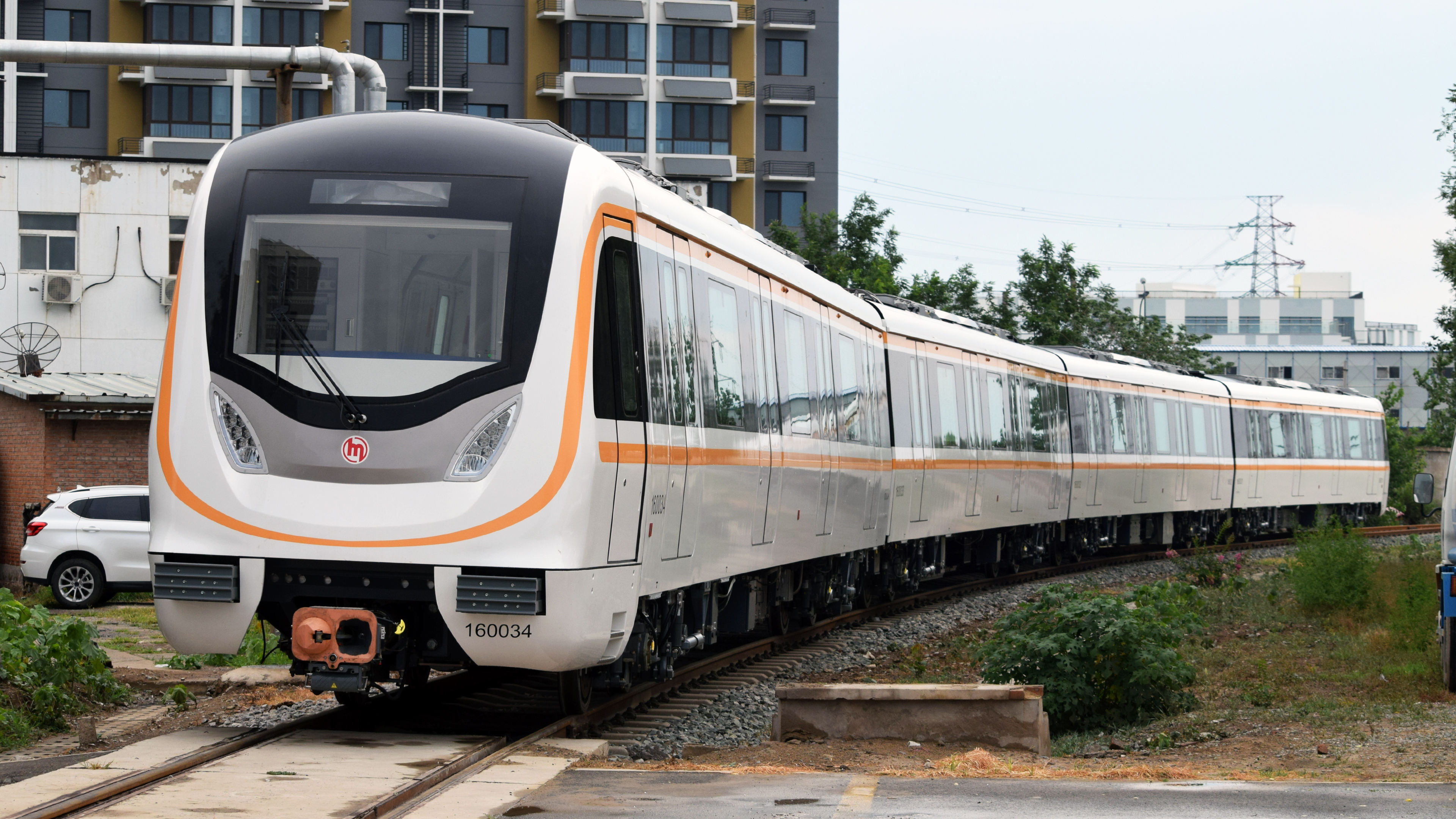
杭州地铁16号线列车
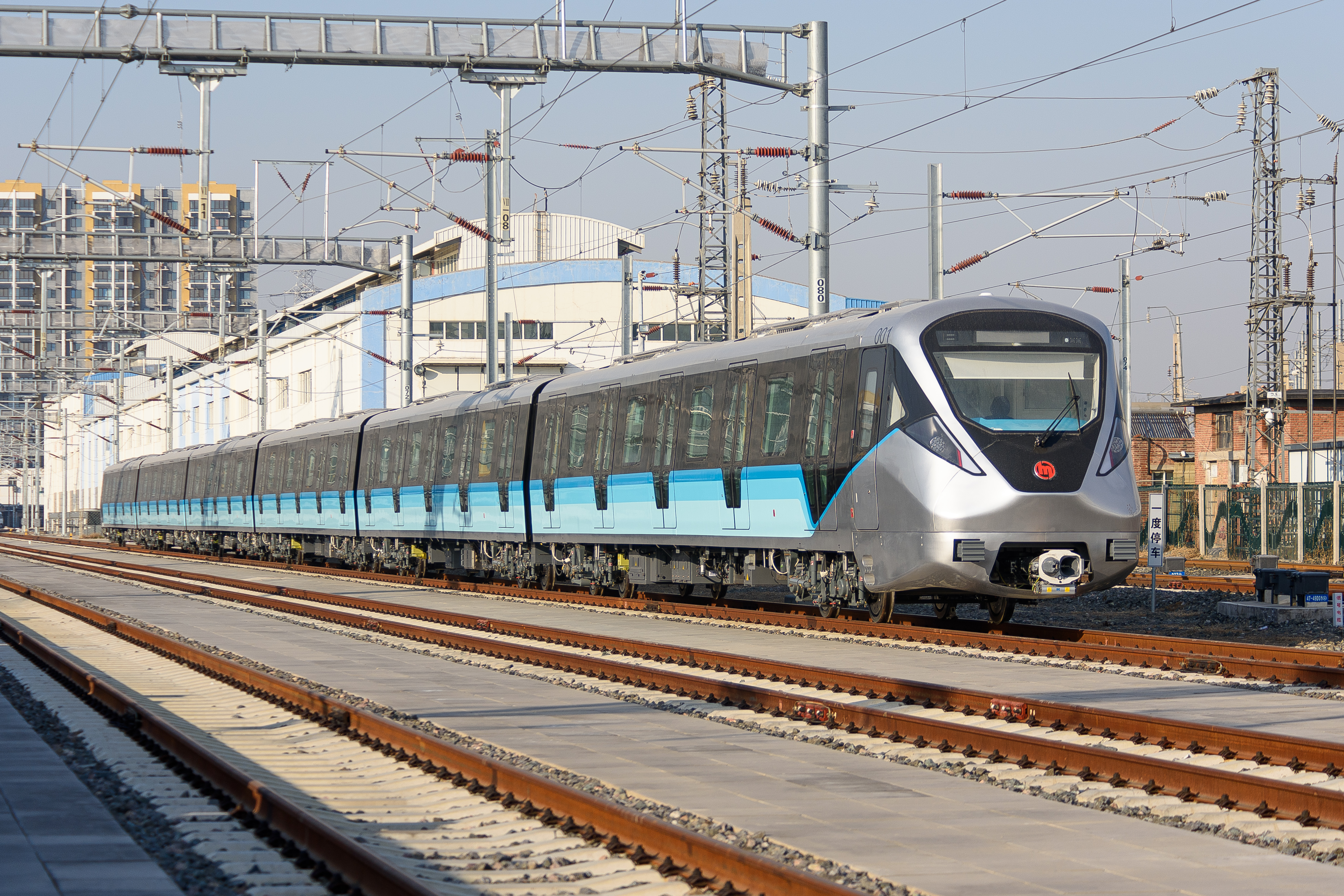
杭州地铁19号线列车
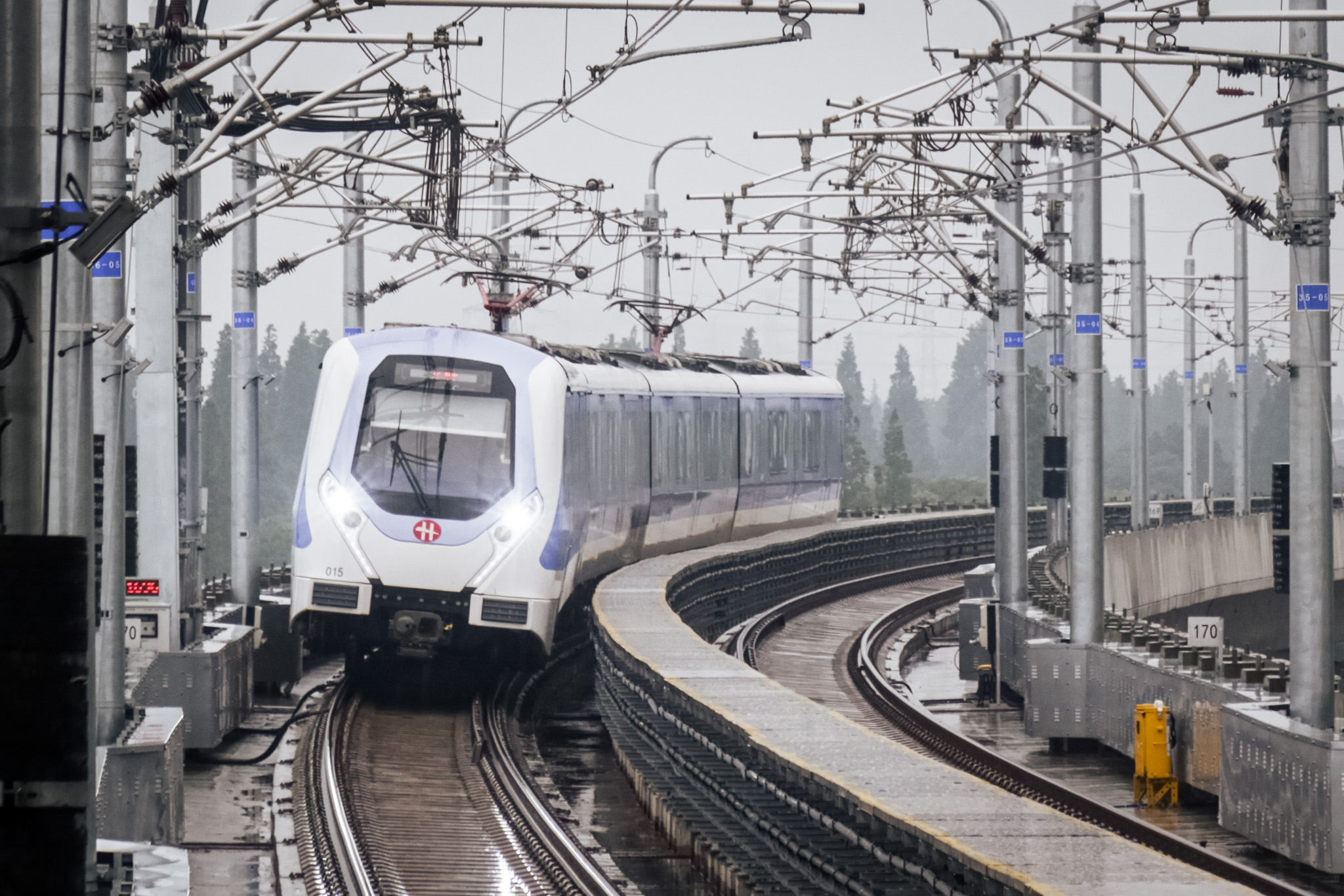
杭海城际铁路列车
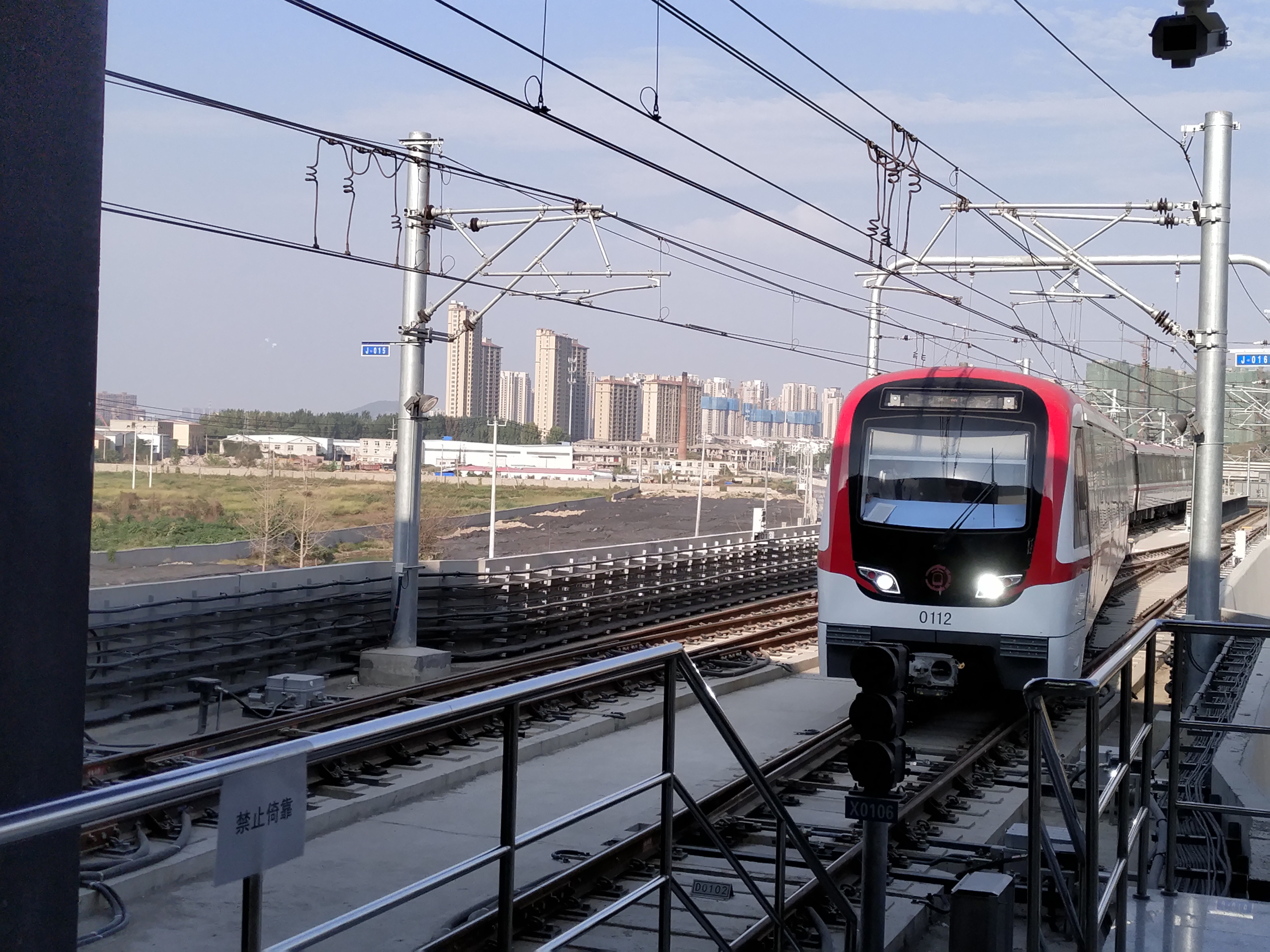
徐州地铁1号线列车
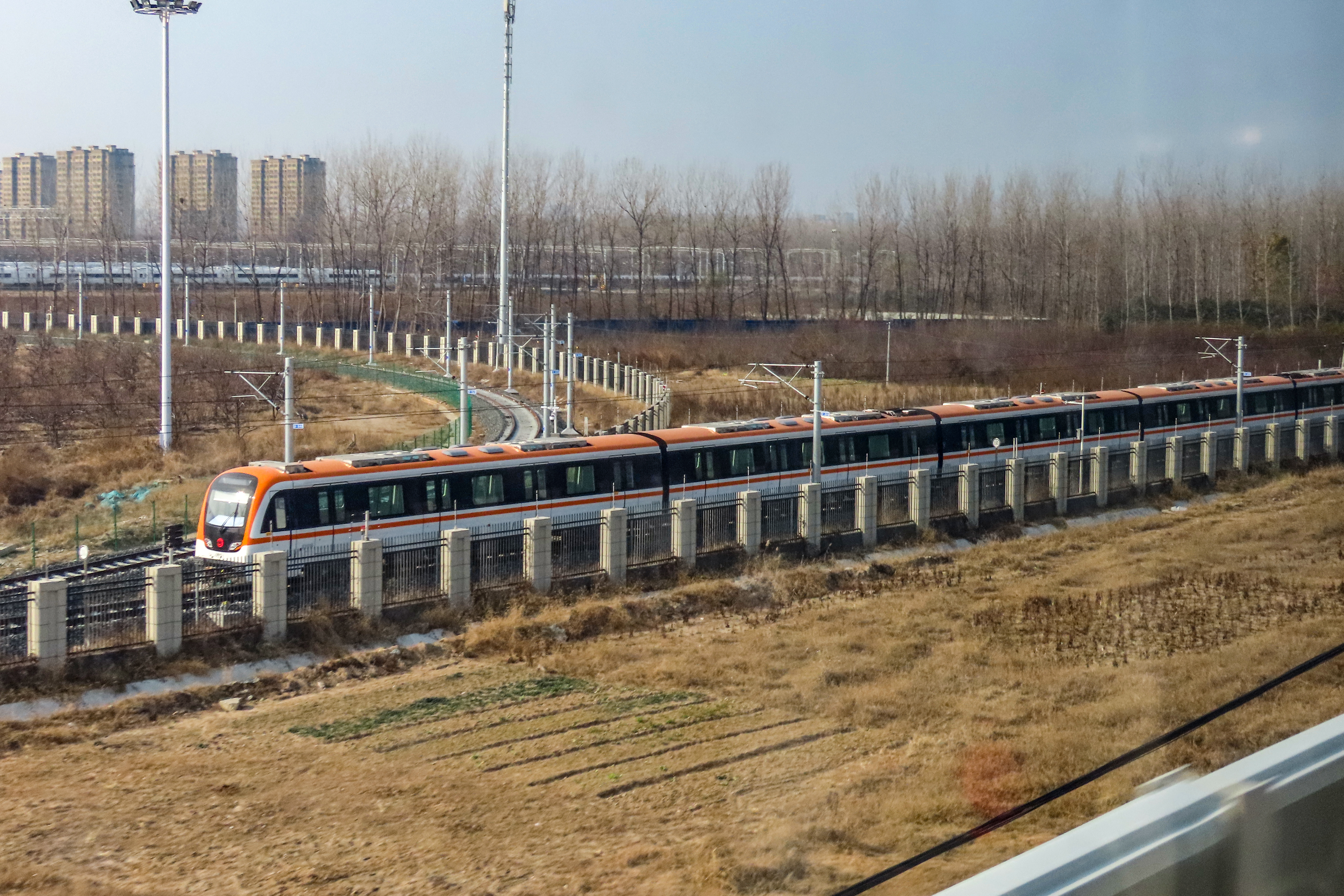
徐州地铁2号线列车
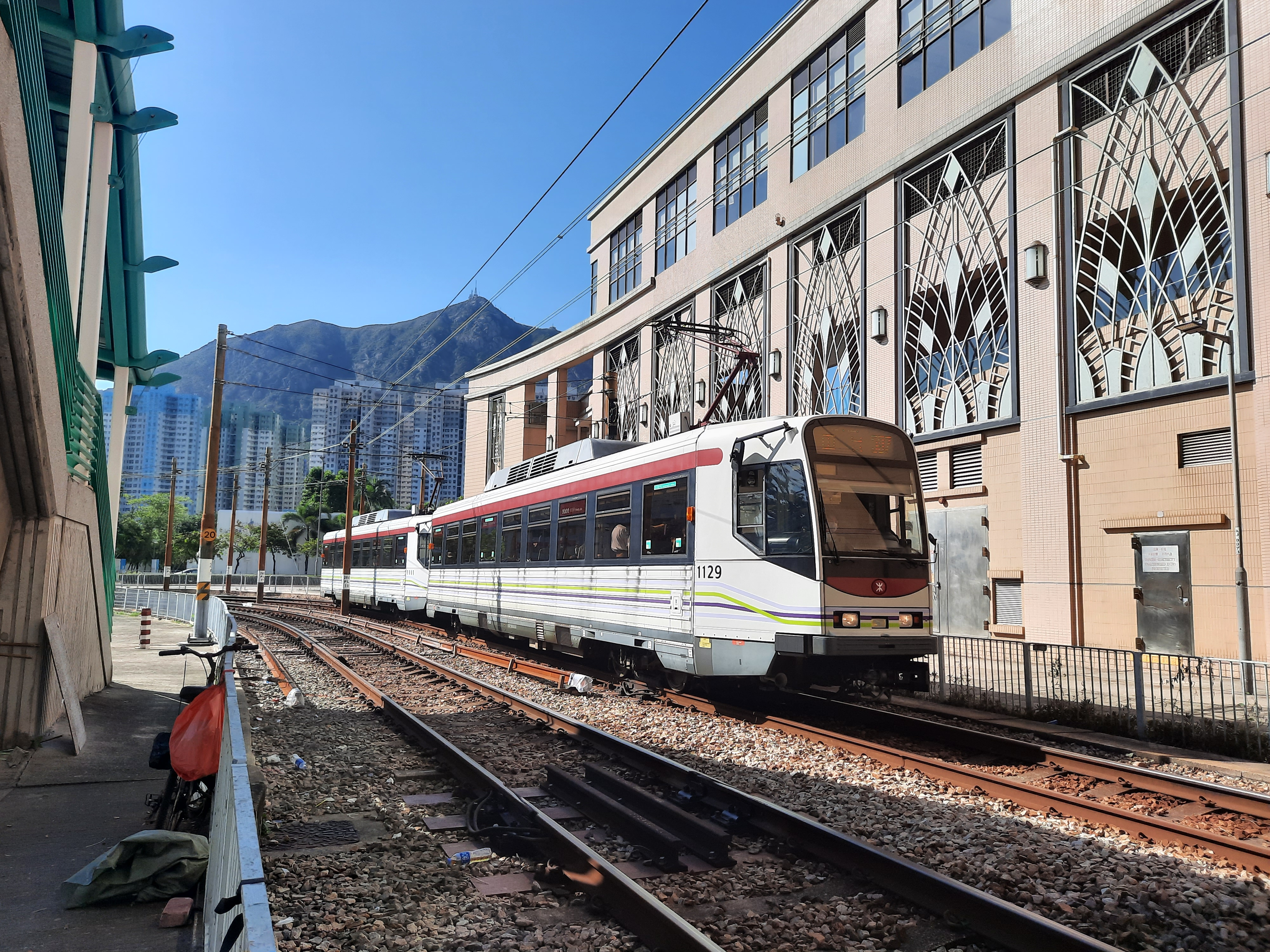
香港輕鐵第四期輕鐵列車
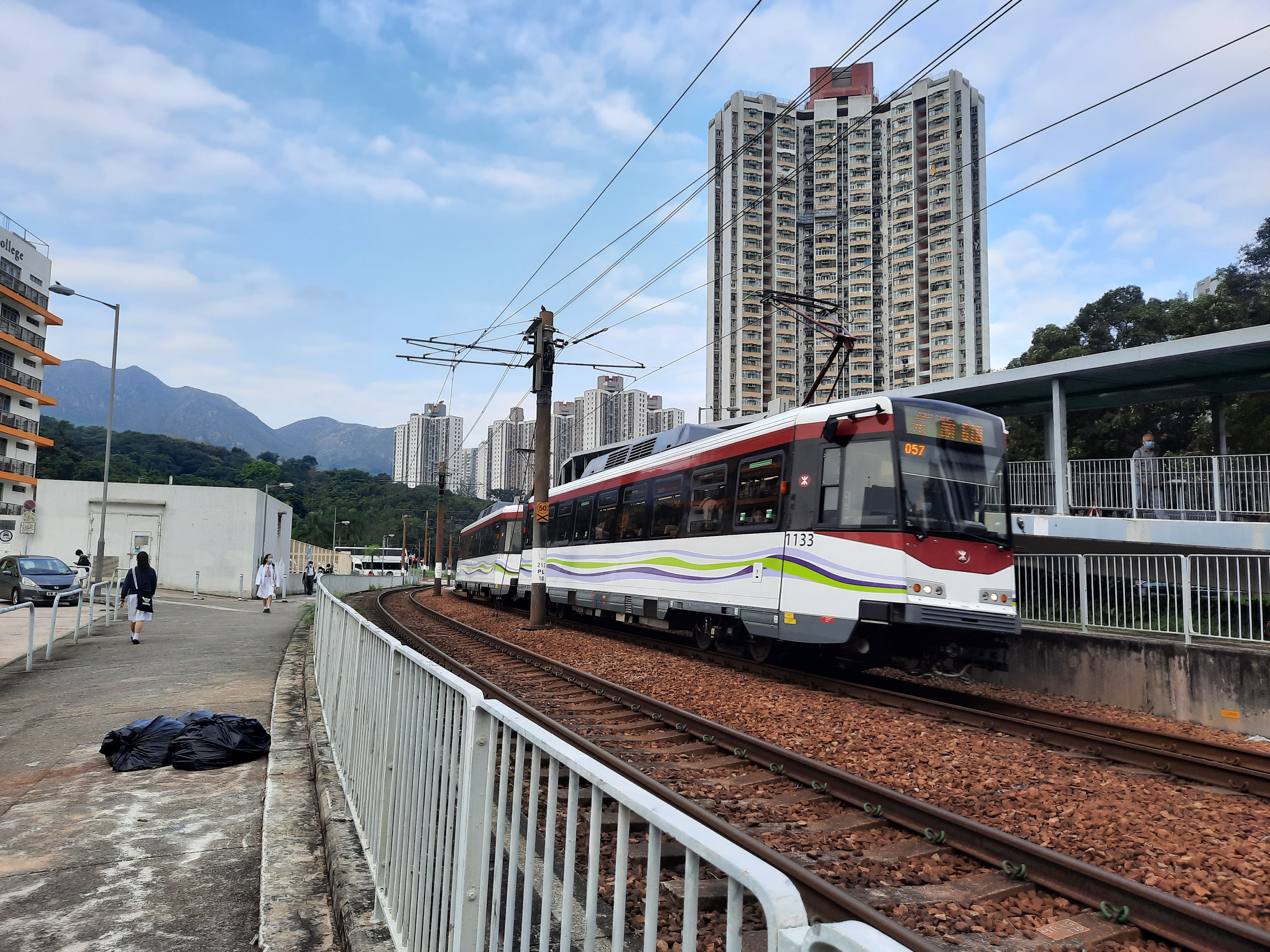
香港輕鐵第五期輕鐵列車
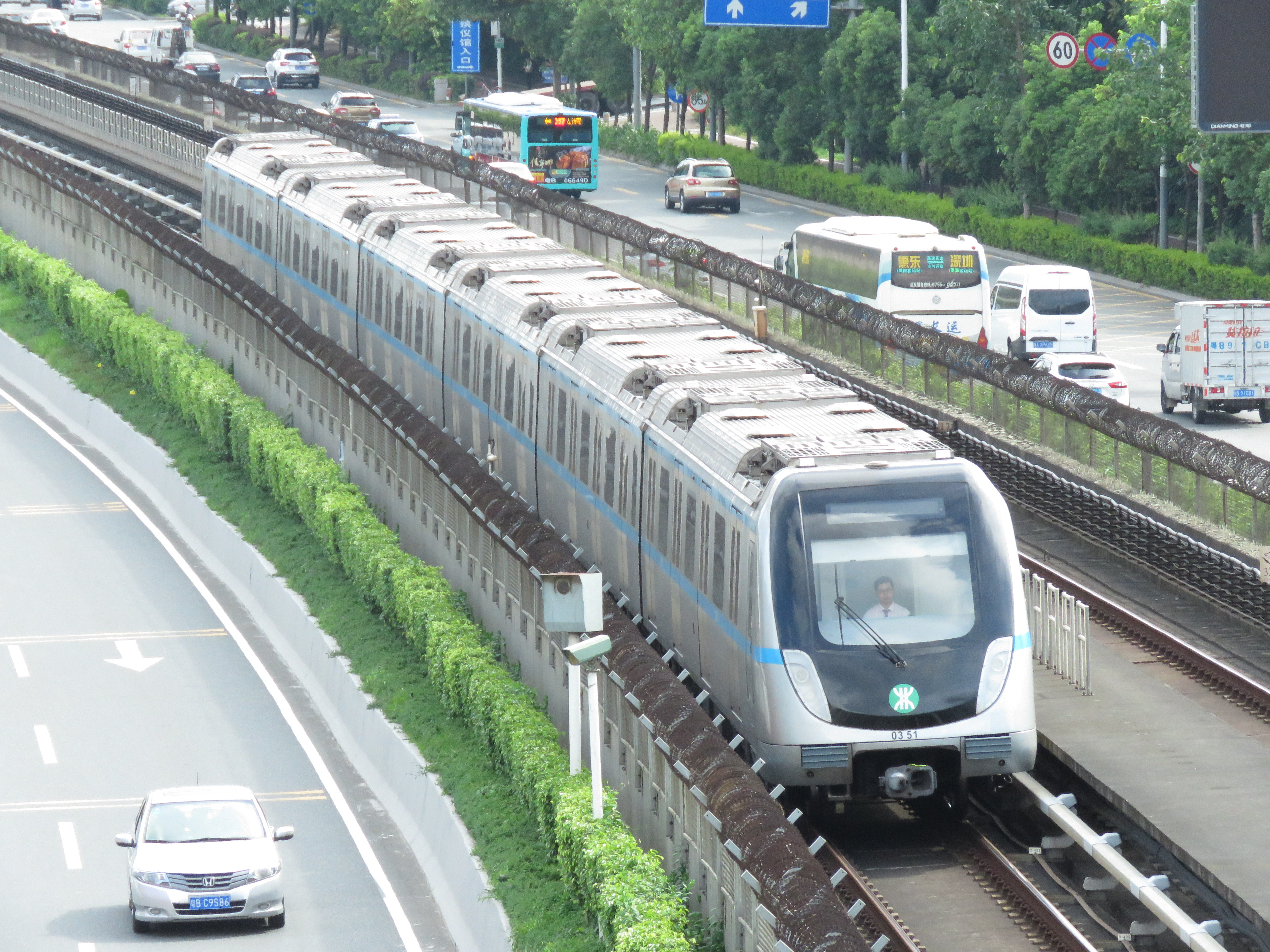
深圳地铁3号线B型列车
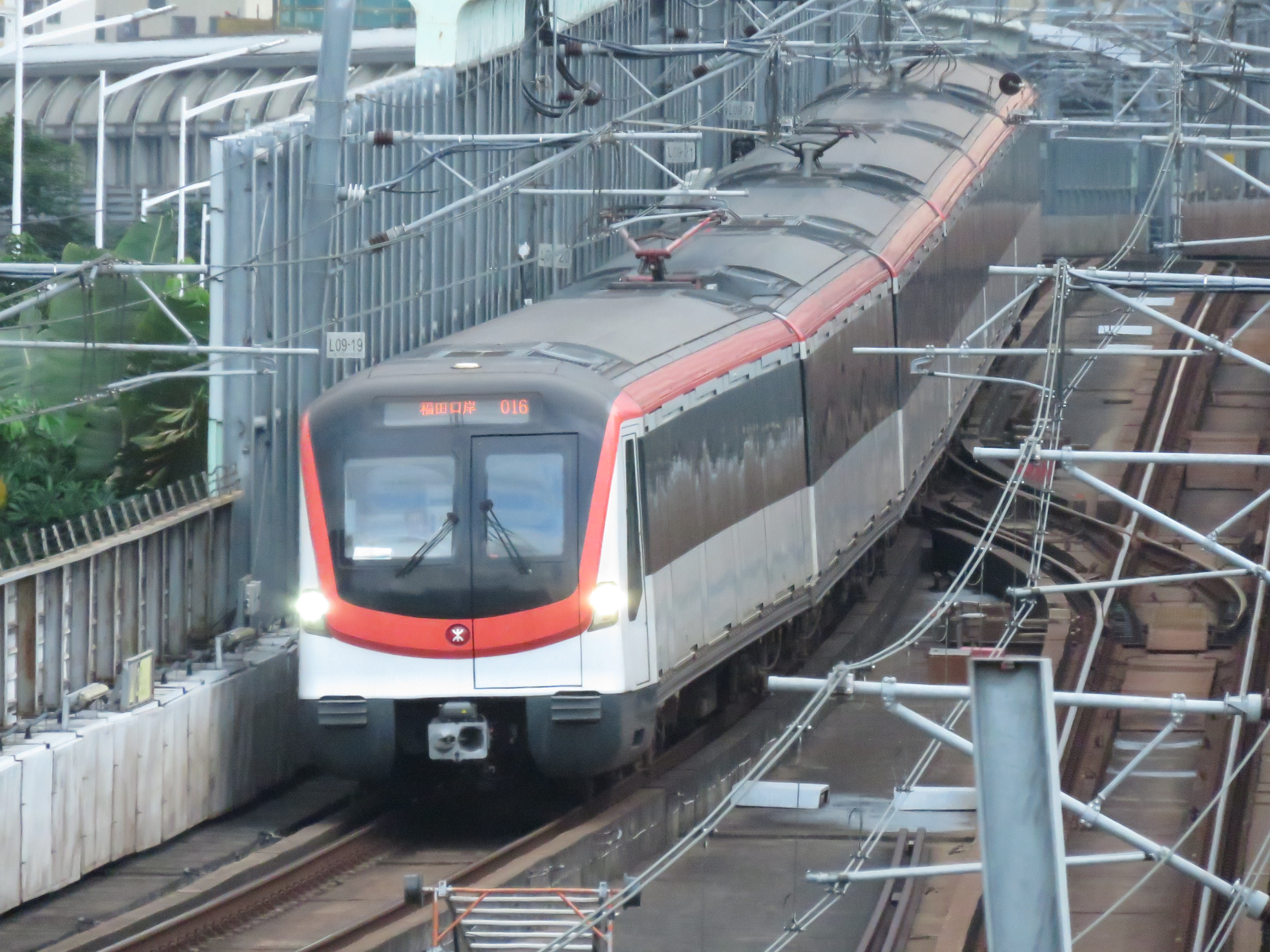
深圳地铁4号线A型列车
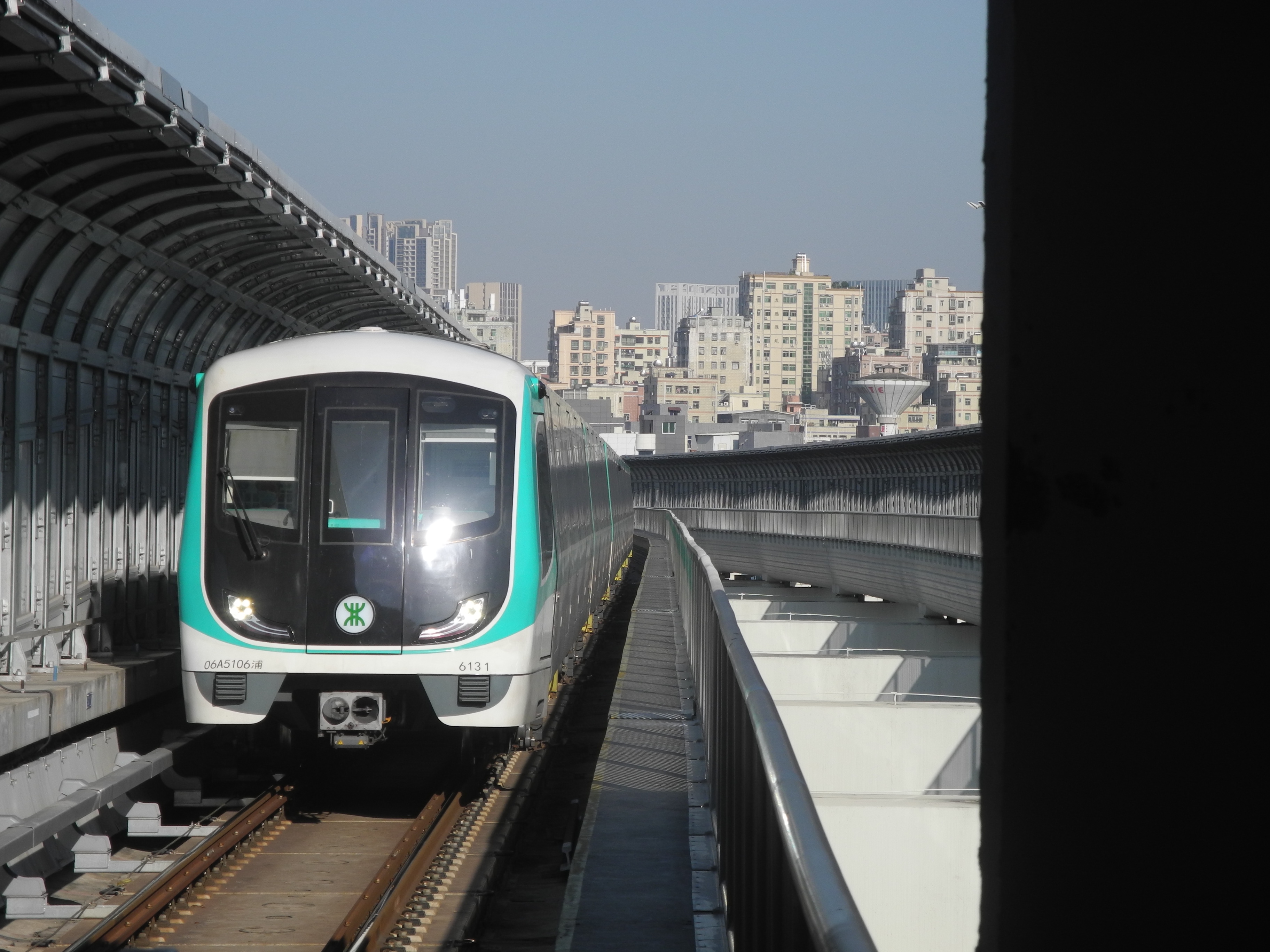
深圳地铁6号线A型列车
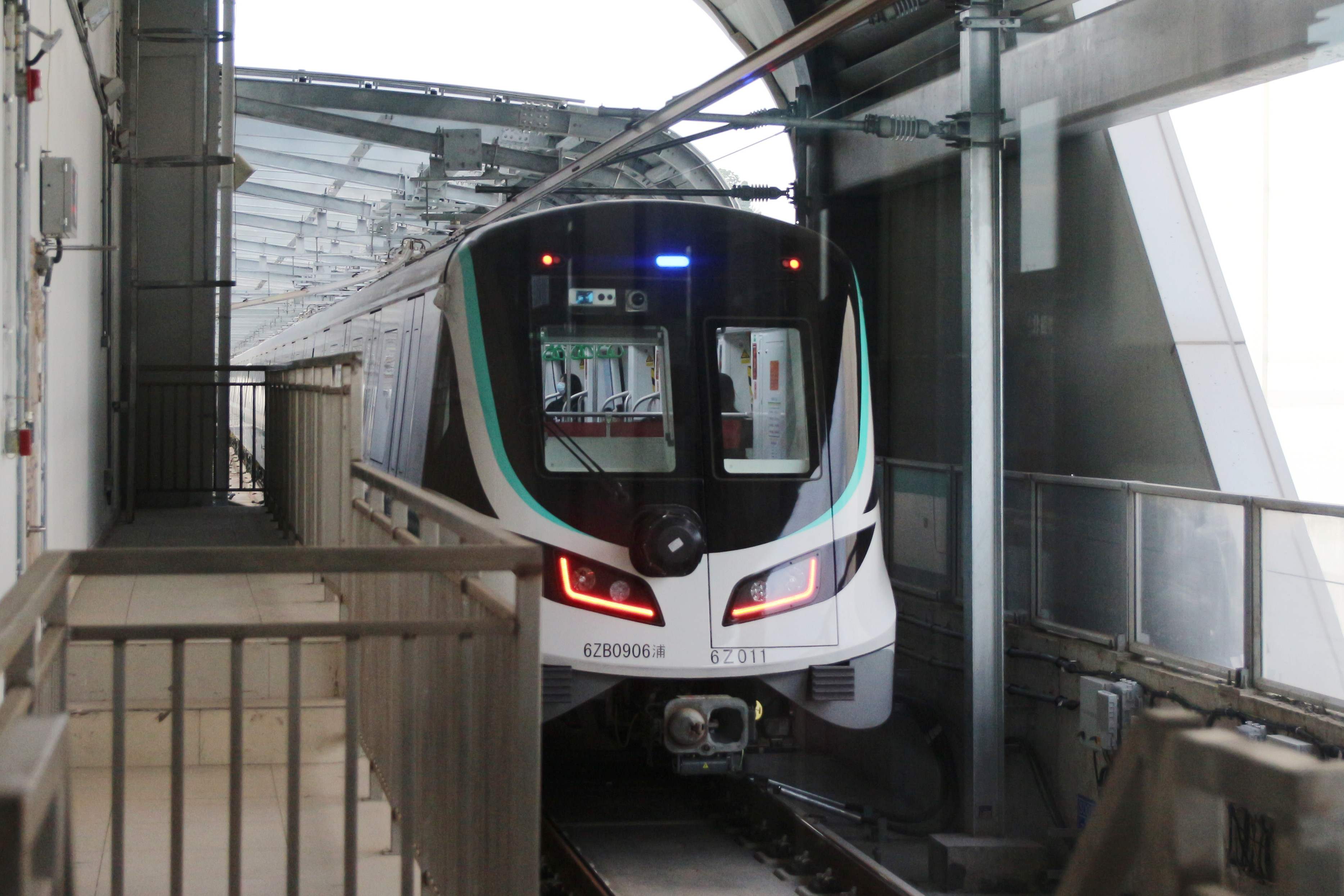
深圳地铁6号线支线B型列车
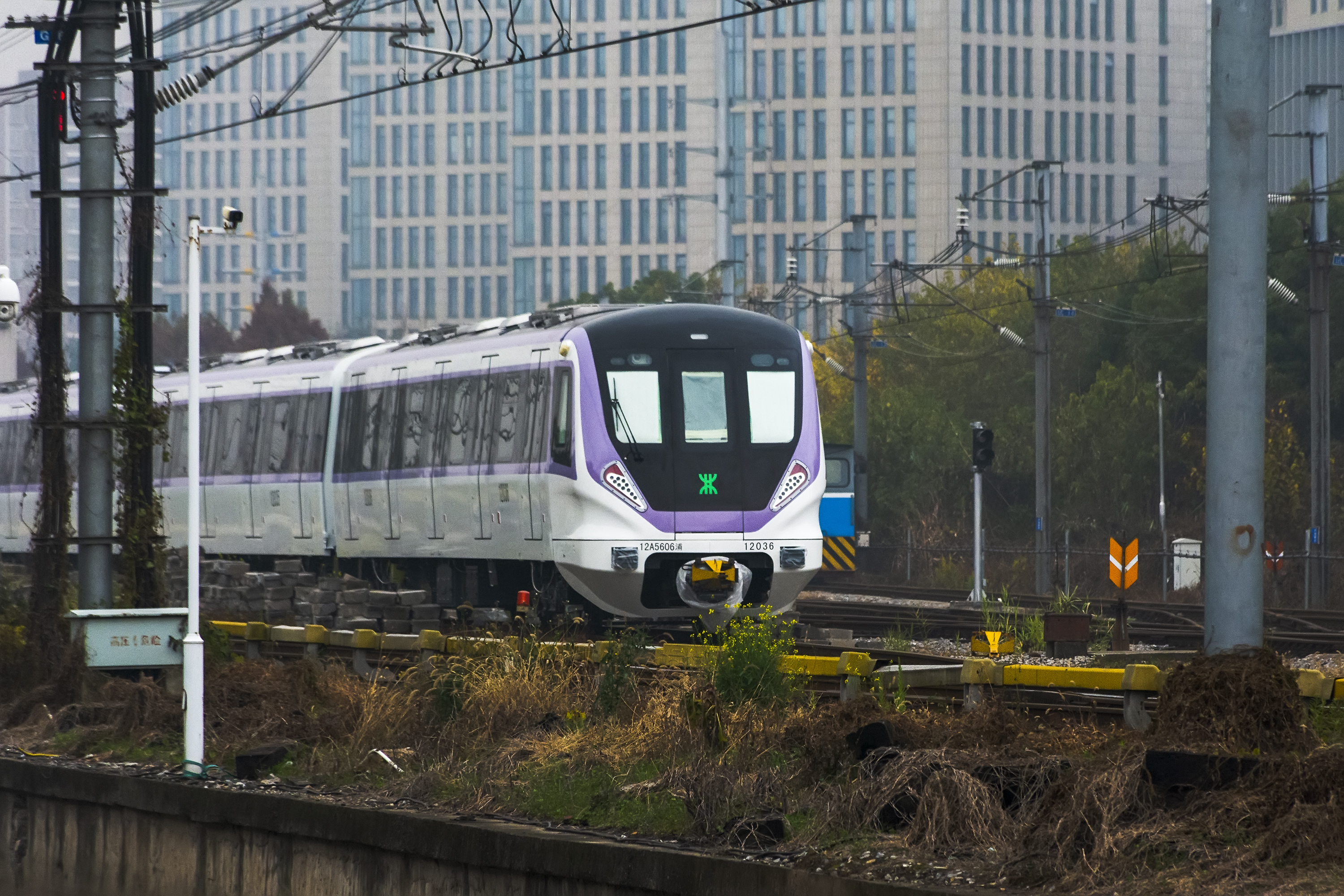
深圳地铁12号线A型列车
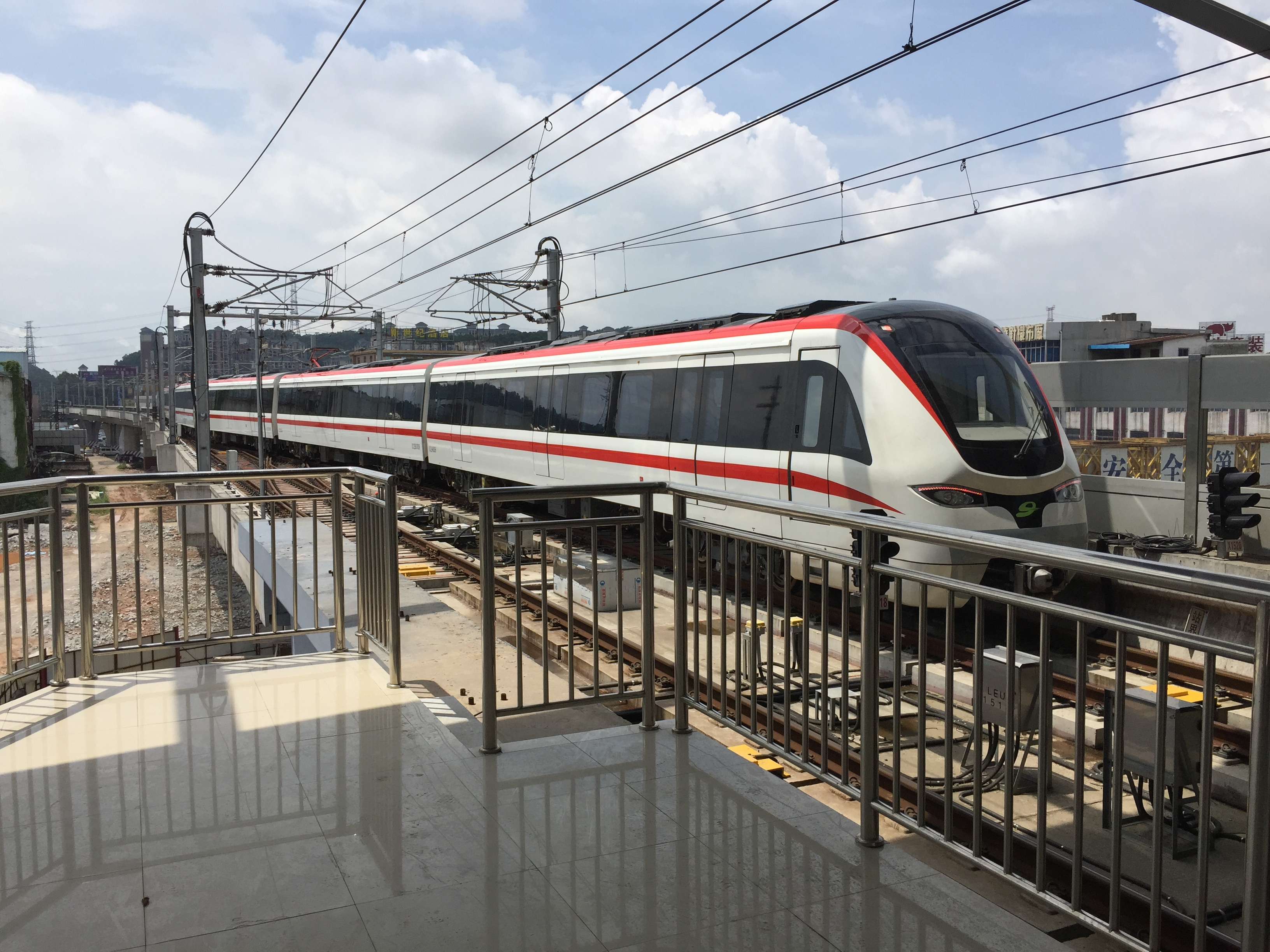
东莞地铁2号线列车
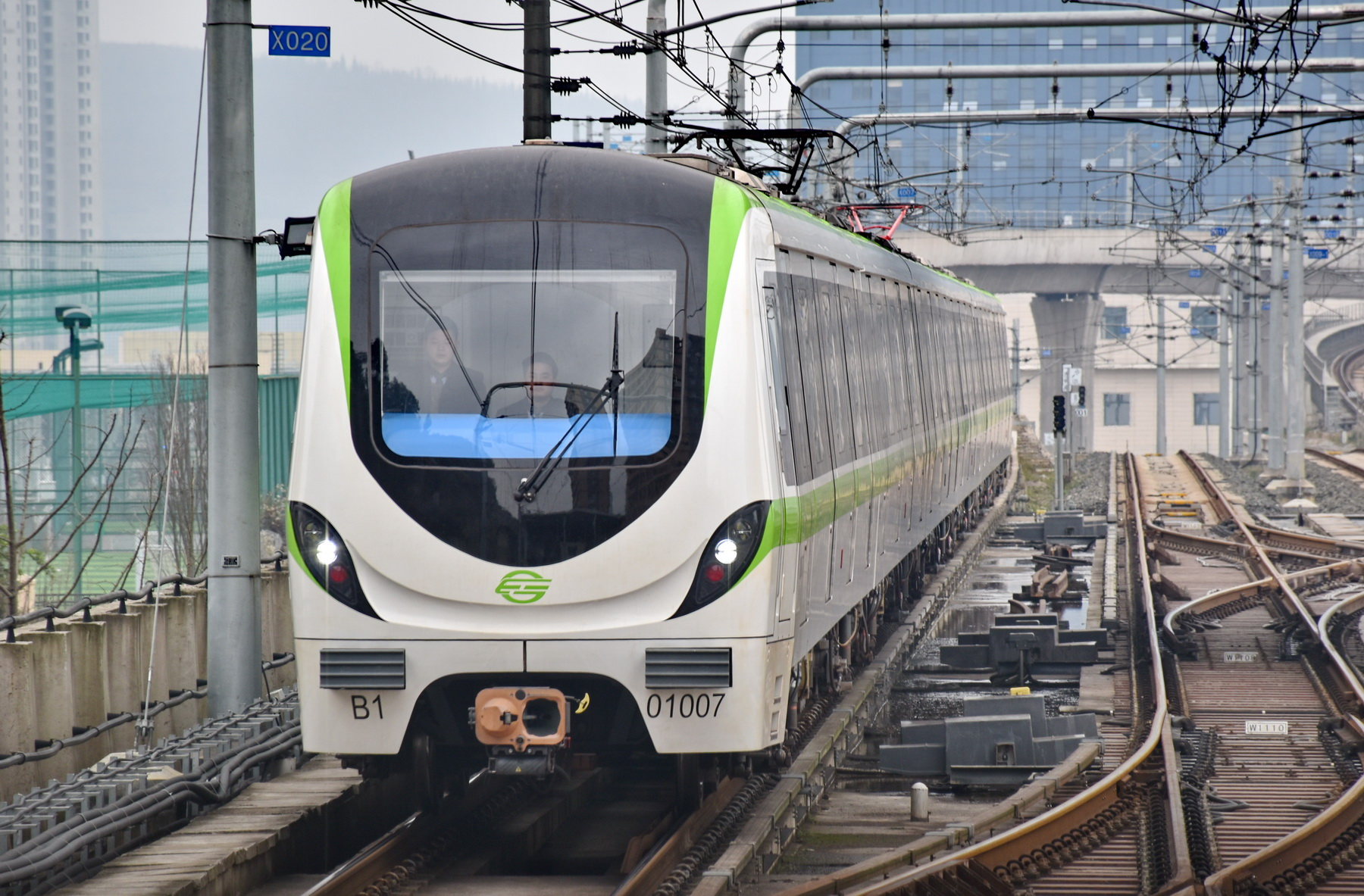
贵阳地铁1号线列车

## 文物保护

### 浦镇车辆厂英式别墅
在建设浦镇机厂的同时，英籍厂长奥斯登决定在浦厂内的制高点——山顶花园内兴建别墅，始建于1908年。别墅座北朝南，包含英式建筑两栋，占地1500平方米，共有19间房屋，并有地下室，曾经是厂长奥斯登、总工程师韩纳等高级管理人员住宅。1928年，蒋介石、冯玉祥曾在此会晤、居住。1932年2月期间，汪精卫与日本间谍川岛芳子也曾在此别墅秘密会晤，进行国家机密交易。
1949年后，该别墅先后作为工人疗养院、工人培训、教育场所，现在该别墅为浦镇车辆厂招待所使用。1997年，该别墅进行了一次大规模的保护和维修。1983年被公布为区级文物保护单位，1992年被公布为市级文物保护单位，2002年被公布为省级文物保护单位。

### 浦镇机厂旧址
2009年12月28日，南京市文物局向社会公布了“第三次全国文物普查南京新发现”名录，其中包括了乡土建筑、工业遗产、文化景观、秦淮河沿线文物等不可移动文物的认定登录工作，第一批12项新发现名单已经被确定为不可移动文物，浦镇机厂旧址为其中之一，至今仍保留了一批20世纪早期的典型工业建筑及其配套建筑。在浦厂现存的历史建筑中，规模最大、最具历史风貌的“大厂房”（现为浦镇车辆厂客车车间），房面宽82米、进深63米、高12米，可同时容纳12辆机车入库。如今厂房内部已改为钢混结构，但建筑外貌却依然未变。

## 参看
- 南京北站（浦口火车站）
- 南京西站（下关火车站）
- 中车戚墅堰机车
- 南京浦镇轨道交通车辆有限公司